# Wahrheit

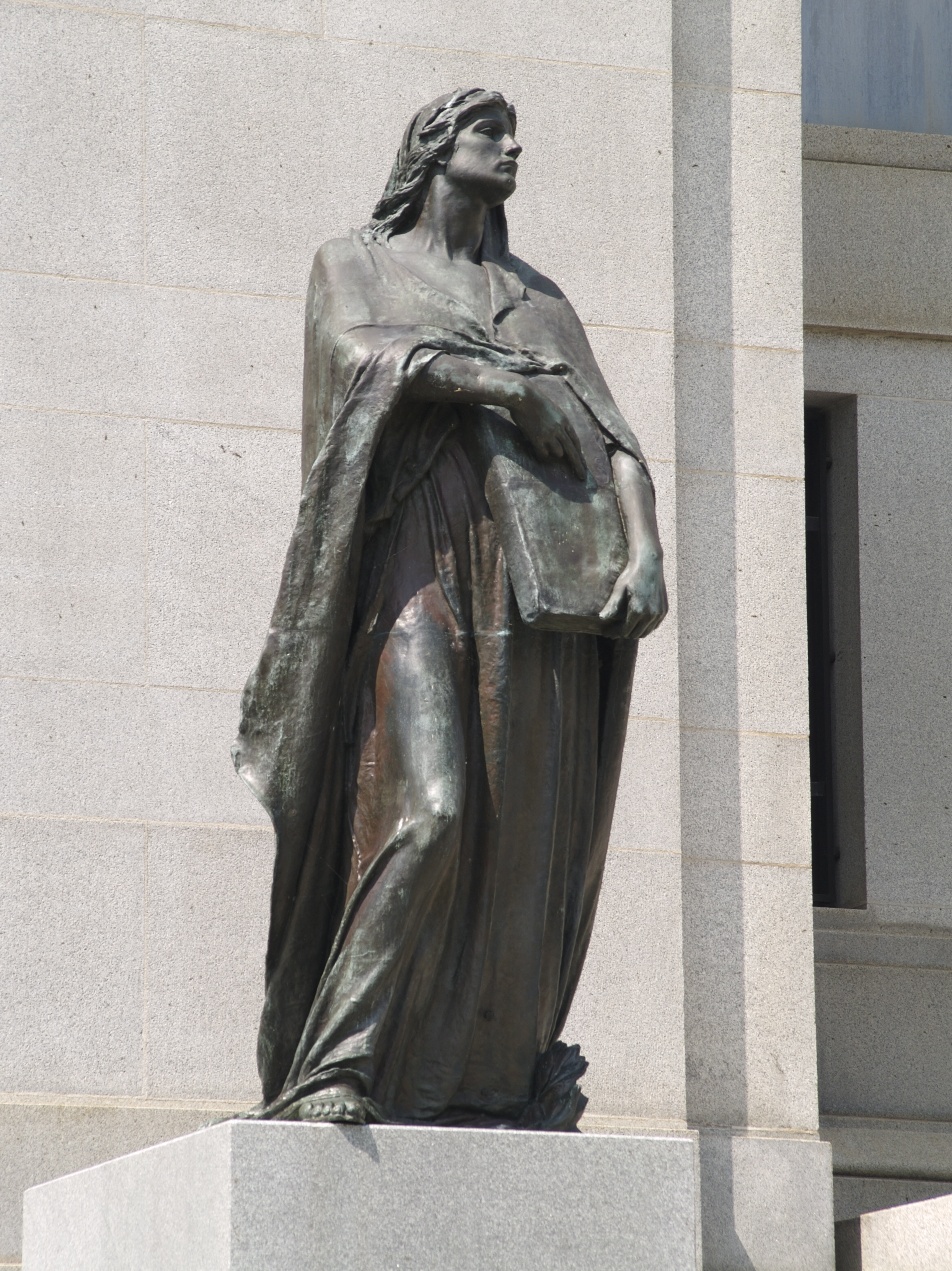
Walter Seymour Allward, Veritas (lateinisch für „Wahrheit“), 1920

Der Begriff der Wahrheit wird in verschiedenen Zusammenhängen gebraucht und unterschiedlich gefasst. Gemeinhin wird die Übereinstimmung von Aussagen oder Urteilen mit einem Sachverhalt, einer Tatsache oder der Wirklichkeit im Sinne einer korrekten Wiedergabe als Wahrheit bezeichnet. Im Weiteren wird unter „Wahrheit“ auch die Übereinstimmung einer Äußerung mit einer Absicht oder einem bestimmten Sinn beziehungsweise einer normativ als richtig ausgezeichneten Auffassung („truism“ oder Gemeinplatz) oder mit den eigenen Erkenntnissen, Erfahrungen und Überzeugungen verstanden (auch „Wahrhaftigkeit“ genannt). Tiefergehende Betrachtungen sehen Wahrheit als Ergebnis eines offenbarenden, freilegenden oder entdeckenden Prozesses des Erkennens ursprünglicher Zusammenhänge oder wesenshafter Züge.
Das zugrundeliegende Adjektiv „wahr“ kann auch die Echtheit, Richtigkeit, Reinheit oder Authentizität einer Sache, einer Handlung oder einer Person, gemessen an einem bestimmten Begriff, beschreiben („Ein wahrer Freund“). Alltagssprachlich kann man die „Wahrheit“ von der Lüge als absichtlicher Äußerung der Unwahrheit und dem Irrtum als dem fälschlichen Fürwahrhalten abgrenzen.
Die Frage nach der Wahrheit gehört zu den zentralen Problemen der Philosophie und der Logik und wird von verschiedenen Theorien unterschiedlich beantwortet. Dabei können grob die Fragen nach einer Definition der Wahrheit und nach einem Kriterium dafür, ob etwas zu Recht „wahr“ genannt wird, unterschieden werden. In bestimmten formalen Semantiken werden Sätzen Wahrheitswerte zugeordnet, die das Erfülltsein in bestimmten Kontexten beschreiben. Der etwa für die Grundlagen der Mathematik bedeutende Begriff der Beweisbarkeit lässt sich mitunter mit solchen semantischen Wahrheitsbegriffen in Verbindung bringen, ein Beweis demonstriert dann die Wahrheit.
In Naturwissenschaft und Technik wird die Wahrheit (wahrer Wert) grundsätzlich mittels Messen angestrebt.
Wahre Werte sind zwar nicht direkt messbar, werden aber erfolgreich durch Wertintervalle (des vollständigen Messergebnisses) eingegrenzt.

## Wortherkunft
Wahrheit ist als Abstraktum zum Adjektiv „wahr“ gebildet, das sich aus dem indogermanischen Wurzelnomen (ig.) *wēr- „Vertrauen, Treue, Zustimmung“ entwickelt hat.

## Wahrheit in der Philosophie
Dem Begriff der Wahrheit entsprechen in der Philosophie der Antike altgriechisch ἀλήθεια – aletheia und lateinisch veritas. In modernen Theorieansätzen bezeichnet „Wahrheit“ üblicherweise eine Eigenschaft von Überzeugungen, Meinungen oder Äußerungen, die sich auf jeden möglichen Wissensbereich (Alltagsgegenstände, Physik, Moral, Metaphysik etc.) beziehen können.
Eine Eingrenzung des Bezugs wahrheitsfähiger Propositionen auf bestimmte Gegenstandsbereiche, z. B. auf den Bereich derjenigen Gegenstände, die der Erfahrung zugänglich sind, ist umstritten, ebenso wie die genaue Bestimmung der Objekte, welchen diese Eigenschaft zugeschrieben wird (der „Wahrheitsträger“: Urteile, Überzeugungen, Aussagen, Gehalte etc.). Aber auch die Natur der Wahrheit als Eigenschaft der Wahrheitsträger ist Gegenstand von Debatten (z. B. Korrespondenz zu „Wahrmachern“, also Gegenstände, Sachverhalte etc. oder „Kohärenz“ als Übereinstimmung mit anderen Wahrheitsträgern). Ebenfalls strittig ist, wie wir Kenntnis von dieser Eigenschaft erhalten: nur durch empirischen Wissenserwerb oder zumindest für bestimmte Gegenstände auch vorab, „a priori“.
Unterschiedliche Ausarbeitungen von Wahrheitstheorien beantworten einige oder alle dieser Fragen auf verschiedene Weise.

### Schematischer Überblick
| Position                                             | Wahrheitsdefinition | Wahrheitsträger                                                      | Wahrheitskriterium                                                   |
| ---------------------------------------------------- | --- | -------------------------------------------------------------------- | -------------------------------------------------------------------- |
| Ontologisch-metaphysische Korrespondenztheorie       | „Veritas est adaequatio intellectus et rei“ Wahrheit ist die Übereinstimmung von erkennendem Verstand und Sache                                         | Denken                                                               | Sachen in der Welt                                                   |
| Dialektisch-materialistische Widerspiegelungstheorie | Übereinstimmung zwischen Bewusstsein und objektiver Realität                                                                                            | Bewusstsein (orthodoxer Marxismus) oder Aussage (moderner Marxismus) | Praxis                                                               |
| Logisch-empiristische Bildtheorie                    | Übereinstimmung der logischen Struktur des Satzes mit der des von ihm abgebildeten Sachverhalts                                                         | Satzstruktur                                                         | Struktur der Sachverhalte                                            |
| Semantische Theorie der Wahrheit                     | „x ist eine wahre Aussage dann und nur dann, wenn p“ (Für „p“ ist eine beliebige Aussage, für „x“ ein beliebiger Eigenname dieser Aussage einzusetzen.) | Satz (der Objektsprache)                                             | Diskursuniversum (der Objektsprache)                                 |
| Redundanztheorie                                     | Der Begriff der Wahrheit wird nur aus stilistischen Gründen verwendet, oder um der eigenen Behauptung Nachdruck zu verleihen.                           | Sätze                                                                | –                                                                    |
| Performative Theorie                                 | das, was man tut, wenn man sagt, eine Aussage sei wahr                                                                                                  | Handlung / Sprechakt / Selbstverpflichtung                           | eigenes Verhalten                                                    |
| Kohärenztheorie                                      | Widerspruchsfreiheit / Ableitungsbeziehungen einer Aussage zum System akzeptierter Aussagen                                                             | Aussage                                                              | Kein Widerspruch von Aussage und bereits akzeptiertem Aussage-System |
| Konsensustheorie                                     | diskursiv einlösbarer Geltungsanspruch, der mit einem konstativen Sprechakt verbunden ist                                                               | Aussage/Proposition                                                  | begründeter Konsens unter Bedingungen einer idealen Sprechsituation  |

### Die Korrespondenztheorie der Wahrheit
Die in der Philosophiegeschichte über weite Strecken dominierende Wahrheitstheorie war die Korrespondenz- oder Adäquationstheorie der Wahrheit. Diese Theorie geht von Wahrheit als Übereinstimmung gedanklicher Vorstellungen mit der Wirklichkeit aus. Ihre Vertreter verstehen Wahrheit grundsätzlich als eine Relation zwischen zwei Bezugspunkten und bezeichnen diese als Übereinstimmung, Entsprechung, Adäquation, Übereinkunft etc. Auch die Relata werden unterschiedlich bestimmt: anima (Seele)/ens, Denken/Sein, Subjekt/Objekt, Bewusstsein/Welt, Erkenntnis/Wirklichkeit, Sprache/Welt, Behauptung/Tatsache etc.
Die annähernd gegenteilige Sicht ist die des antiken Skeptizismus, der die Möglichkeit einer gesicherten, nachweisbaren Erkenntnis von Wirklichkeit und Wahrheit in Frage stellt.

#### Aristoteles

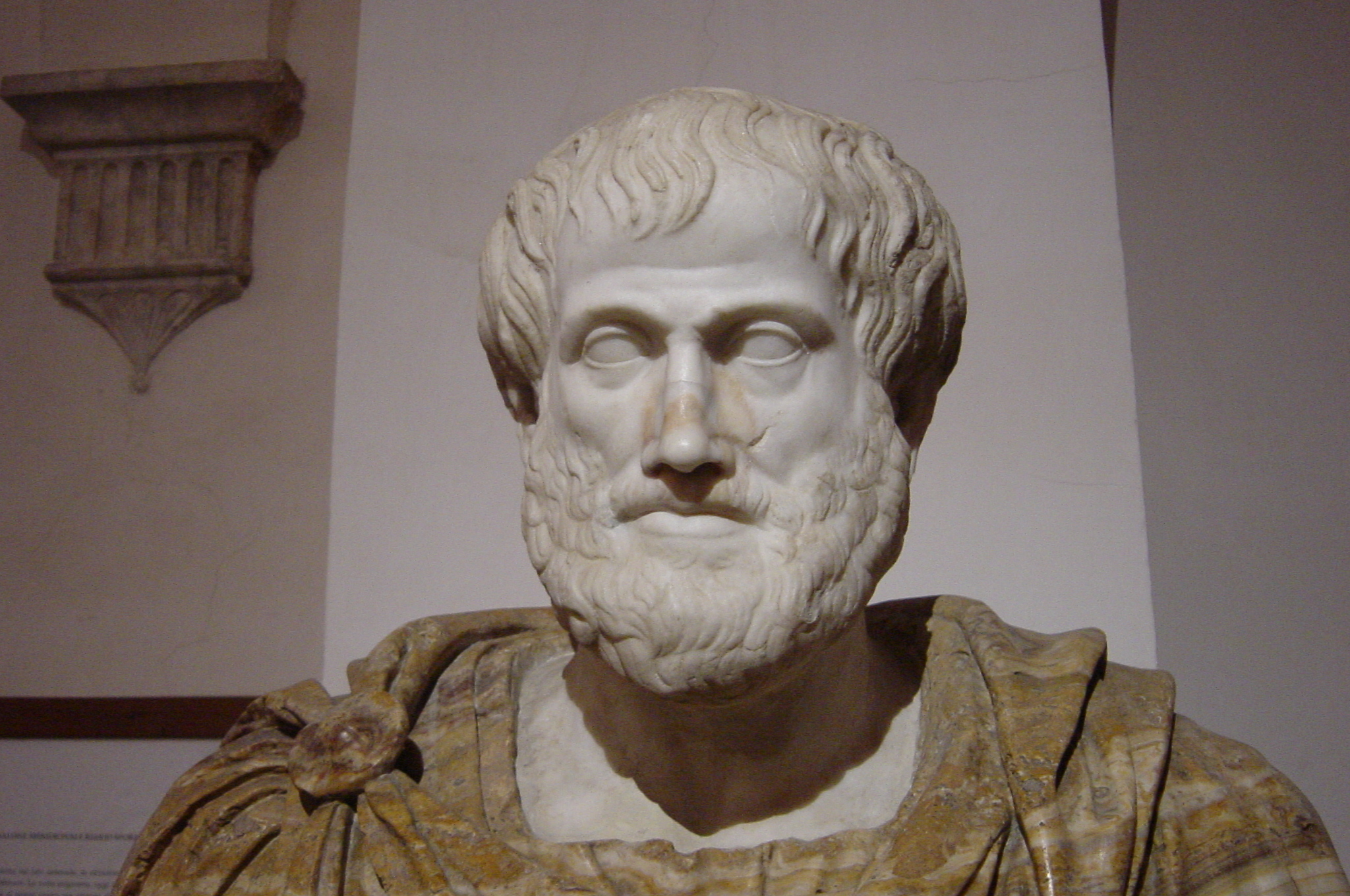
Aristoteles formulierte das Grundprinzip der Korrespondenztheorie

Als erster Korrespondenztheoretiker wird vielfach Aristoteles genannt, der in seiner Metaphysik formulierte:

„Zu sagen nämlich, das Seiende sei nicht oder das Nicht-Seiende sei, ist falsch, dagegen zu sagen, das Seiende sei und das Nichtseiende sei nicht, ist wahr. Wer also ein Sein oder Nicht-Sein prädiziert, muss Wahres oder Falsches aussprechen.
[…] Nicht darum nämlich, weil unsere Meinung, du seiest weiß, wahr ist, bist du weiß, sondern darum, weil du weiß bist, sagen wir die Wahrheit, indem wir dies behaupten.“

Aristoteles spricht in dieser berühmten Formulierung allerdings nicht von Korrespondenz oder Adäquation. Daher gibt es über die Zuordnung des Aristoteles zur Korrespondenztheorie keinen wissenschaftlichen Konsens. 

#### Thomas von Aquin
Innerhalb der mittelalterlichen Philosophie ist Thomas von Aquin einer der bekanntesten Vertreter einer Korrespondenz- oder Adäquationstheorie der Wahrheit. In den Quaestiones disputatae de veritate findet sich die klassische Formulierung der ontologischen Korrespondenztheorie der Wahrheit als „adaequatio rei et intellectus (Übereinstimmung der Sache mit dem Verstand)“:
| „Respondeo dicendum quod veritas consistit in adaequatione intellectus et rei […]. Quando igitur res sunt mensura et regula intellectus, veritas consistit in hoc, quod intellectus adaequatur rei, ut in nobis accidit, ex eo enim quod res est vel non est, opinio nostra et oratio vera vel falsa est. Sed quando intellectus est regula vel mensura rerum, veritas consistit in hoc, quod res adaequantur intellectui, sicut dicitur artifex facere verum opus, quando concordat arti.“ | „Ich antworte, es sei zu sagen, dass Wahrheit in der Übereinstimmung von Verstand und Sache besteht […]. Wenn daher die Sachen Maß und Richtschnur des Verstandes sind, besteht Wahrheit darin, dass sich der Verstand der Sache angleicht, wie das bei uns der Fall ist; aufgrund dessen nämlich, dass die Sache ist oder nicht ist, ist unsere Meinung und unsere Rede davon wahr oder falsch. Wenn aber der Verstand Richtschnur und Maß der Dinge ist, besteht Wahrheit in der Übereinstimmung der Dinge mit dem Verstand; so sagt man, der Künstler verfertige ein wahres Kunstwerk, wenn es seiner Kunstvorstellung entspricht.“ |

Den Hintergrund dieser Wahrheitsdefinition stellt ein dreifaches Verständnis von Wahrheit dar:
- von der Seite der Übereinstimmung aus (ontologische Wahrheit);
- von der Seite des erkennenden Subjekts aus, dessen Wissen mit dem Seienden übereinstimmt (logische Wahrheit) – ausgedrückt in der Formel „adaequatio intellectus ad rem“
- von der Seite des erkannten Objekts aus, dessen Sein mit dem Wissen des erkennenden Subjekts übereinstimmt (ontische Wahrheit) – ausgedrückt in der Formel „adaequatio rei ad intellectum“

#### Neuzeit, Kant
Ein korrespondenztheoretischer Wahrheitsbegriff wurde bis ins 19. Jahrhundert sehr oft vertreten. So erklärt z. B. Kant in der Kritik der reinen Vernunft: „Die Namenerklärung der Wahrheit, daß sie nämlich die Übereinstimmung der Erkenntnis mit ihrem Gegenstande sei, wird hier geschenkt, und vorausgesetzt“ (A 58 / B 82). Kant selbst vertritt jedoch eine differenziertere Theorie der Wahrheit, die von der Quelle der jeweiligen Erkenntnis abhängt. So vertritt er für Einzelurteile über Erfahrungsobjekte einen Verifikationismus (Korrespondenz zwischen Erfahrung und Denken), dieser kann jedoch durch die Bedingungen der Kohärenz der Erfahrungen eingeschränkt oder sogar aufgehoben werden. Für allgemeine Erfahrungsurteile und Naturgesetze vertritt er einen gemäßigten Fallibilismus.

#### Neuthomismus
In der neueren Philosophie verteidigen die Korrespondenztheorie vor allem die Neuthomisten (Emerich Coreth, Karl Rahner, Johannes Baptist Lotz). Wahrheit bezeichnet dort generell eine Übereinstimmungs- bzw. Angleichungsbeziehung zwischen dem Wissen eines erkennenden Subjekts und einem Seienden, auf das sich dieses Wissen bezieht. Coreth definiert Wahrheit in typischer Formulierung als „Übereinstimmung zwischen dem Wissen und dem Seienden“. Den Hintergrund bildet die Auffassung von einer grundsätzlichen Identität von Sein und Wissen: „Sein ist ursprünglich und eigentlich Sich-Wissen, wissendes Bei-sich-Sein im geistigen Vollzug“.

#### Dialektisch-materialistische Widerspiegelungstheorie
Karl Marx formuliert mit dem Dialektischen Materialismus eine Widerspiegelungstheorie für die Abbildung der objektiven Realität (Wirklichkeit) im Bewusstsein der Menschen. Wahrheit ist demnach eine Übereinstimmung des Bewusstseins mit der objektiven Realität. Sie steht im Dienst der Praxis und wird allein daran gemessen. Marx drückt dies in seiner zweiten These über Ludwig Feuerbach aus:

„Die Frage, ob dem menschlichen Denken gegenständliche Wahrheit zukomme – ist keine Frage der Theorie, sondern eine praktische Frage. In der Praxis muß der Mensch die Wahrheit, i. e. Wirklichkeit und Macht, Diesseitigkeit seines Denkens beweisen. Der Streit über die Wirklichkeit oder Nichtwirklichkeit des Denkens – das von der Praxis isoliert ist – ist eine rein scholastische Frage.“

Während im orthodoxen Marxismus das Bewusstsein als „Abbild“ des Sachverhalts angenommen wird, gehen neuere Richtungen dazu über, diese Funktion sprachlichen Gebilden wie Aussagen zuzuschreiben:

„Sie [die Wahrheit] wird definiert als Eigenschaft der Aussagen, mit dem widergespiegelten Sachverhalt übereinzustimmen.“

Die Wahrheit stellt immer ein Verhältnis dar – nämlich das Verhältnis von dem abgebildeten Objekt im Bewusstsein und dem Objekt selbst. Falls die Widerspiegelung adäquat ist, spricht man hier von (relativer) Wahrheit. Das Kriterium hierfür ist die Praxis. Der dialektische Materialismus unterscheidet die relative Wahrheit von der absoluten Wahrheit. Beide werden als dialektische Einheit angesehen: Eine absolute Wahrheit ist danach z. B. die Abstammung des Menschen von den Tieren. Die Relativität dieser Wahrheit ergibt sich z. B. aus der Entwicklung der Erkenntnis der Menschheit, welche die Naturprozesse immer vollkommener nachvollzieht und somit „neue“, genauere, höhere Wahrheiten herausfindet. Charles Darwin These gilt als absolut wahr, doch sie kann ergänzt und immer genauer bestimmt werden. Demzufolge erlangen die Menschen eine immer höhere relative Wahrheit auf der Basis absoluter Wahrheiten. Eine endgültige, ewige Wahrheit gibt es im dialektischen Materialismus nicht.

#### Logisch-empiristische Bildtheorie
Auch innerhalb des Logischen Empirismus findet sich eine Abbildtheorie der Wahrheit. Klassisch wird diese im Werk des frühen Ludwig Wittgenstein ausgearbeitet. Im Tractatus Logico-Philosophicus geht Wittgenstein zunächst davon aus, dass wir uns Bilder von der Wirklichkeit machen. Sie sind ein „Modell der Wirklichkeit“ (2.12). Bilder drücken sich in Gedanken aus, deren Gestalt „der sinnvolle Satz“ darstellt (4).
Wittgenstein definiert die Wirklichkeit als „die Gesamtheit der Tatsachen“ (1.1). Tatsachen sind bestehende Sachverhalte, die von bloßen, nicht bestehenden Sachverhalten zu unterscheiden sind (2.04–2.06). Sie bestehen aus Gegenständen oder Dingen und der Verbindung zwischen ihnen (2.01). Auch der Satz ist eine Tatsache (3.14). Eine Tatsache wird zum Bild durch die „Form der Abbildung“, die sie mit dem Abgebildeten gemeinsam hat. Wittgenstein versucht, dies an folgendem Beispiel deutlich zu machen:

„Die Grammophonplatte, der musikalische Gedanke, die Notenschrift, die Schallwellen, stehen alle in jener abbildenden Beziehung zueinander, die zwischen Sprache und Welt besteht.“

Ebenso wie die Notenschrift ein Bild der durch sie dargestellten Musik ist, stellt der Satz „ein Bild der Wirklichkeit“ dar (4.021). Ein Satz besteht aus Namen und den Beziehungen zwischen ihnen. Er ist wahr, wenn die in ihm enthaltenen Namen auf reale Gegenstände referieren und die Beziehung zwischen den Namen der zwischen den referierten Gegenständen entspricht.

#### Probleme der Korrespondenztheorie
In der Korrespondenztheorie wird Wahrheit als eine zweistellige Relation der Form aRb gedacht. Bei all diesen drei Strukturmomenten ergeben sich Probleme, die um die Wende vom 19. zum 20. Jahrhundert verstärkt thematisiert wurden, was zur Entwicklung alternativer Wahrheitstheorien führte.
So gibt es Schwierigkeiten bei der Bestimmung des Wahrheitsträgers (truthbearer). Um welche Gegenstände oder Entitäten handelt es sich, die mit den Tatsachen oder der Wirklichkeit übereinstimmen sollen, und die wir in diesem Sinne wahr nennen?
Auf der anderen Seite stellt sich die Frage nach dem Wahrmacher (truthmaker), nämlich von welcher Art dasjenige ist, womit Aussagen übereinstimmen müssen, um wahr zu sein. Es herrscht zwar unter den Korrespondenztheoretikern weitgehende Einigkeit darüber, dass es sich bei den Wahrmachern um Tatsachen handelt, allerdings besteht Uneinigkeit darüber, was Tatsachen eigentlich sind. So drückt Günther Patzig eine in der analytischen Philosophie weit verbreitete Ansicht aus, dass man weder den allgemeinen Begriff der Tatsache definieren noch einzelne Tatsachen identifizieren könne, ohne auf Aussagen zu rekurrieren. Tatsachen müssten daher als erfüllte Wahrheitsbedingungen von Sätzen angesehen werden. Für die Korrespondenztheorie ergibt sich daraus das Dilemma, dass sie in einen definitorischen Zirkel gerät, da der Begriff der Tatsache bereits den Begriff der Wahrheit enthält, den es eigentlich erst zu definieren gilt:

„Dabei ist es wichtig zu sehen, daß es zunächst ganz unklar ist, ob das, was Tatsachen sind, über W.[ahrheit], oder ob W.[ahrheiten] über Tatsachen zu erläutern sind. Eben daher ist eine Definition, nach welcher wahr sei, was mit den Tatsachen übereinstimmt, ebenso richtig wie leer: Es handelt sich um eine Tautologie […].“

Das dritte Problem betrifft die Korrespondenzrelation selbst. Dies zeigt sich bereits daran, dass zu ihrer Beschreibung in den verschiedenen Theorien eine Vielzahl an Ausdrücken verwendet wurde: Korrespondenz, Entsprechung, Übereinstimmung, Adäquation, Abbildung oder Widerspiegelung.
Gegen das Konzept einer echten bildlichen Beziehung gab es den Einwand, dass unklar bleibe, wie die Übereinstimmungsrelation von zwei so unterschiedlichen „Entitäten“ wie Wissen und Gegenstand überhaupt gedacht werden soll (z. B. zwischen meinem Wissen, dass der konkrete Gegenstand vor mir rot ist und dem Gegenstand selbst). Um diese Schwierigkeiten zu umgehen, versuchten Vertreter von sprachanalytisch orientierten Korrespondenztheorien, die Relation zwischen Aussagen und Tatsachen abstrakter als Strukturgleichheit oder Isomorphie zu fassen. Auch dieses Konzept erweist sich jedoch bereits bei einfachen Beispielen als problematisch, da in vielen Fällen eine eindeutige Zerlegung einer Tatsache in ihre Elemente nicht möglich zu sein scheint:

„Nehmen wir das in der Wahrheitsdiskussion seit langem notorische Beispiel: Die Katze ist auf der Matte. Diese Aussage kann man vielleicht noch halbwegs plausibel in ihre Bestandteile zerlegen. Aber wie steht es mit der entsprechenden Tatsache? Kann man wirklich sagen, daß diese Tatsache aus den und den Bestandteilen besteht, etwa aus der Katze, der Matte und einer bestimmten räumlichen Relation?“

#### Gibt es negative Tatsachen?
Auf noch größere Schwierigkeiten stößt man bei negativen Aussagen und ihren möglichen Entsprechungen auf Seiten der Tatsachen. Worin besteht etwa die Übereinstimmung, wenn ich erkenne, dass ein bestimmter Gegenstand nicht vorhanden ist bzw. dass ihm bestimmte Eigenschaften nicht zukommen? Wie soll man sich eine Übereinstimmung mit etwas nicht Bestehendem denken? Noch schwieriger lassen sich irreale Konditionalsätze interpretieren wie: „Wenn ich dies nicht getan hätte, wäre jenes (vielleicht) nicht passiert.“ 
Vor allem von Bertrand Russell und Ludwig Wittgenstein wurde diese Frage in den Vordergrund gestellt, weil sie für die Korrespondenztheorie besonders ‹schwierig› zu beantworten ist: und zwar dahingehend, dass sie streng genommen negative Tatsachen (›negative facts‹) nicht ausschließt, die den Wahrheitsgehalt einer Nicht-Aussage erfüllen müssen. Was macht es zum Beispiel wahr, dass derzeit nicht zehn Uhr ist? – Russell und Wittgenstein haben selbst unterschiedliche Positionen zur Frage von komplexen Gegenständen und Relationen vertreten, was auch ihre Semantik der negativen Aussagen beeinflusste. Für Wittgenstein war dieses Problem um negative Tatsachen ein entscheidender Ausgangspunkt zu seiner Bildtheorie im Tractatus logico-philosophicus.

„Damit es den negativen Sachverhalt geben kann, muß es das Bild des positiven geben. […] Wenn ein Bild auf die vorhin erwähnte Weise darstellt was-nicht-der-Fall-ist, so geschieht dies auch nur dadurch, dass es  dasjenige darstellt, das nicht der Fall ist.“

Russell hingegen argumentiert damit, dass alle Versuche, negative Aussagen zu eliminieren, deutlich schwieriger seien, weil sie zu einer Unvereinbarkeit der positiven, elementaren Aussageninhalte führt, die nunmehr als fundamental angesehen werden müsste. Diese Sicht richtet sich also auch gegen Wittgenstein, der in seiner Theorie nur ‚atomare‘ Aussagenelemente zulässt.

„Wenn wir die Welt erforschen, dann begegnen wir Tatsachen, Glauben, Wünschen, Wollen, aber keinen Aussagen. Die Aussagen bestehen nicht unabhängig, so dass ihre Unvereinbarkeit als fundamentale Tatsache der realen Welt einigen Aufputzes bedürfte, damit sie es auch tatsächlich wird. Eine große Vereinfachung ist die Vermeidung negativer Tatsachen daher für mich nicht.“

Eine ›falsche Tatsache‹ wäre hingegen im Sinne einer korrespondenztheoretischen Wahrheitstheorie Unsinn, da sie einen Zirkelfehler auf denselben Objekttyp (Tatsachen) erzeugt.
Trotz, und gewiss auch wegen dieser Schwierigkeiten bildet die Korrespondenztheorie der Wahrheit auch heute den zentralen Ausgangspunkt für sämtliche weitere philosophische Theorieansätze: „Das adaequatio-Verständnis der Wahrheit ist zweifellos das bekannteste und verbreitetste, das sowohl unser alltägliches, vorwissenschaftliches Denken wie auch unser wissenschaftliches beherrscht. Es liegt bewußt oder unbewußt auch den modernen Wahrheitstheorien zugrunde, wiewohl diese gelegentlich behaupten, dieses Wahrheitsverständnis zu suspendieren.“ Solche Neuansätze werden hier in den folgenden Abschnitten vorgestellt.

### Sprachanalytisch orientierte Wahrheitstheorien
Mit dem Aufkommen der sprachanalytischen Philosophie erwachte im 20. Jahrhundert wieder ein verstärktes Interesse an der Wahrheitsproblematik. Der Begriff der Wahrheit wurde teilweise innerhalb hochkomplexer Wahrheitstheorien ausgebaut. Die dabei vertretenen Positionen unterscheiden sich sowohl hinsichtlich der Frage, welchen „Gegenständen“ der Prädikator „wahr“ zugesprochen werden kann, als auch hinsichtlich der Kriterien, wann von Wahrheit gesprochen werden kann.
In diesen Theorien wird Wahrheit nicht mehr wie bei der Korrespondenztheorie als Eigenschaft des Bewusstseins oder Denkens, sondern als Eigenschaft von sprachlichen Gebilden wie Sätzen oder Propositionen aufgefasst.

#### Semantische Theorie der Wahrheit
Die einflussreichste sprachanalytisch orientierte Theorie ist die semantische Wahrheitstheorie von Alfred Tarski (auch logisch-semantische oder formal-semantische Wahrheitstheorie). Tarskis Ziel ist eine Definition der Wahrheit im Anschluss an den Gebrauch der Umgangssprache und in Präzisierung der Korrespondenztheorie. Darüber hinaus gibt er zusätzlich an, wie und unter welchen Bedingungen von einem vorgelegten Ausdruck bewiesen werden kann, dass er wahr sei.
Für Tarski bezieht sich der Begriff der Wahrheit stets auf eine bestimmte Sprache. Zur Vermeidung von Antinomien schlägt Tarski vor, die semantischen Prädikate wie „wahr“ oder „falsch“ einer jeweiligen Metasprache vorzubehalten. In dieser Metasprache sollen mit „wahr“ oder „falsch“ Aussagen bezeichnet werden, die in einer von der Metasprache getrennten Objektsprache formuliert sind. Da für jede Sprache L das Prädikat „wahr in L“ aus L selbst verbannt werden soll, kommt es zu einer Hierarchisierung der Sprachen, für die Wahrheitsprädikate widerspruchsfrei definiert werden können.
Auf der Basis des klassischen Wahrheitsbegriffs geht Tarski davon aus, dass aus einer adäquaten Wahrheitsdefinition Sätze des Typs folgen sollten: 

„Die Aussage ‚Schnee ist weiß‘ ist wahr genau dann, wenn Schnee weiß ist.“

Oder zu einem Schema verallgemeinert:

„(T) X ist wahr genau dann, wenn p.“

Bei dieser „Äquivalenz der Form (T)“ handelt es sich nach Tarski nicht um eine Definition der Wahrheit, da hier keine Aussage, sondern nur das Schema einer Aussage vorliegt:

„Wir können nur sagen, daß jede Äquivalenz der Form (T), die wir nach Ersetzung von ‚p‘ durch eine partikuläre Aussage und von ‚X‘ durch den Namen dieser Aussage erhalten, als eine partielle Definition der Wahrheit betrachtet werden kann, die erklärt, worin die Wahrheit dieser einen individuellen Aussage besteht. Die allgemeine Definition muß in einem gewissen Sinne die logische Konjunktion all dieser partiellen Definitionen sein.“

Für seine formale Definition geht Tarski dann allerdings zunächst vom Begriff der Erfüllung aus. In der Logik erfüllt ein Subjekt eine Aussagefunktion, wenn die Funktion durch Einsetzen des Namens des Subjekts wahr wird. Hier wird also der Begriff „Erfüllung“ mittels des Begriffs „wahr“ definiert. Diese Definition kann man umdrehen und für Aussagenfunktionen mit nur einer freien Variablen sagen: Wahr ist eine Aussage, wenn ihr Subjekt die Aussagefunktion erfüllt. Der Begriff „Erfüllung“ muss jetzt aber zur Vermeidung eines Zirkels ohne Rekurs auf den Begriff „wahr“ definiert werden. Nach Tarski ist dies wiederum mit Hilfe eines Schemas möglich: Ein Subjekt erfüllt eine Aussagefunktion, wenn ihm die im Prädikat ausgedrückte Eigenschaft zukommt, also:

„für jedes a – a erfüllt die Aussagefunktion x dann und nur dann, wenn p“

Durch entsprechende Einsetzungen entstehen Aussagen, die den Begriff des Erfülltseins verdeutlichen und als partielle Definitionen dieses Begriffs gelten können. Für ein auf die Umgangssprache bezogenes Beispiel können wir etwa für „x“ den Anführungsnamen „x ist weiß“ der Aussagenfunktion „x ist weiß“ und für „p“ die Aussagenfunktion „a ist weiß“, die durch Ersetzung von „x“ durch „a“ entsteht, einsetzen, um folgende Aussage zu erhalten:

„für jedes a – a erfüllt die Aussagefunktion „x ist weiss“ dann und nur dann, wenn a weiss ist“

Das angegebene Schema lässt sich für Aussagenfunktionen mit mehreren freien Variablen oder ohne freie Variablen verallgemeinern und für eine große Klasse formaler Sprachen so präzisieren, dass damit zunächst eine Definition des Erfülltseins und darauf aufbauend eine der Wahrheit erstellt werden können.
Zum Nachweis der Wahrheit eines konkreten Satzes geht man laut Tarski von einer Liste von Fundamentalaussagen aus, die als erfüllt vorausgesetzt werden. Diese Fundamentalaussagen sind Axiome oder Beobachtungsdaten, die den Anschluss an die Wirklichkeit darstellen. Gelingt es mit Hilfe der Logik, den fraglichen Satz aus den Fundamentalaussagen abzuleiten, ist auch er erfüllt.
Eine allgemeine Definition von Wahrheit ist für Tarski nur im Rahmen formaler Sprachen möglich. In der normalen Sprache kann immer nur geklärt werden, „worin die Wahrheit dieser einen individuellen Aussage besteht.“ So auch in seinem berühmt gewordenen Beispiel: „‚Es schneit‘ ist eine wahre Aussage dann und nur dann, wenn es schneit“. Er sagt jedoch:

„Die für formalisierte Sprachen gewonnenen Ergebnisse haben auch in Bezug auf die Umgangssprache eine gewisse Geltung, und zwar dank des Universalismus der letzteren: indem wir eine beliebige Definition einer wahren Aussage […] in die Umgangssprache übersetzen, erhalten wir eine fragmentarische Definition der Wahrheit.“

Scheinbar bezieht sich diese Definition auf eine Korrespondenz zwischen Aussage („es schneit“) und Tatsache („wenn es schneit“), sodass häufig angenommen wird, der logisch-semantische Wahrheitsbegriff Tarskis gehe vom Gedanken der Korrespondenz aus. Mag dies auch Tarskis Ziel, einer Präzisierung der Korrespondenztheorie, entsprechen, so wurde doch eingewandt, Tarskis Theorie basiere systematisch auf der Annahme, dass „die Rahmentheorie, die axiomatische Mengenlehre konsistent ist, also keinen Widerspruch, keine Formel der Form ‚A und non-A‘ gemäß der Schlußregeln der klassischen Logik zu deduzieren erlaubt.“ Daher beruhe die „oft so genannte ‚Korrespondenztheorie‘ der W.[ahrheit] der Tarski-Nachfolge auf einer reinen Kohärenztheorie“. Dennoch ist Tarskis Einfluss nicht zu leugnen:

„Wie kaum eine andere hat diese Wahrheitstheorie in der neueren Philosophie breite Resonanz gefunden und sich problemlos, nahezu von selbst, in die Wissenschaftstheorie wie in die Metamathematik […] eingefügt. Den tarskischen Wahrheitsbegriff benutzen heute alle modernen Wahrheitstheorien.“

### Deflationistische Wahrheitstheorien

#### Redundanztheorie
Die Redundanztheorie der Wahrheit besagt, dass Sätze, in denen das Wort „wahr“ vorkommt, in der Regel redundant sind. Dieser Begriff kann danach ohne Informationsverlust aus der Sprache eliminiert werden; es ist in einem gewissen Sinne überflüssig. Als Hauptvertreter der Redundanztheorie werden gewöhnlich Frank Plumpton Ramsey, Alfred Jules Ayer und Quine genannt. Dieser Ansatz kann gemäß Dummett bis auf Gottlob Frege zurückgeführt werden, der in seinem Werk Über Sinn und Bedeutung 1892 den Grundgedanken der Redundanztheorie formulierte:

„Man kann ja geradezu sagen: ‚Der Gedanke, dass 5 eine Primzahl ist, ist wahr.‘ Wenn man aber genauer zusieht, so bemerkt man, dass damit eigentlich nicht mehr gesagt ist als in dem einfachen Satz ‚5 ist eine Primzahl‘. […] Daraus ist zu entnehmen, dass das Verhältnis des Gedankens zum Wahren doch mit dem des Subjekts zum Prädikate nicht verglichen werden darf.“

Frege drückt hier bereits die zentrale Idee der Redundanztheorie aus, dass der Ausdruck „wahr“ im Grunde nichts zum Sinn der Sätze, in denen er vorkommt, beiträgt und daher inhaltlich redundant ist. In klassischer Form wird dieser Gedanke in Ramseys Facts and Propositions formuliert, wo es lapidar heißt, dass „es in Wirklichkeit kein gesondertes Wahrheitsproblem gibt, sondern lediglich eine sprachliche Verwirrung [linguistic muddle]“. Wahrheit oder Falschheit können primär Propositionen (propositions) zugeschrieben werden. Wenn einer sage, „p ist wahr“, bejahe er damit nur p, und wenn er sage, „p ist falsch“, behaupte er damit nicht-p. Damit würde aber der Inhalt der Proposition p nicht erweitert. So meine beispielsweise der Satz „Es ist wahr, dass Cäsar ermordet wurde“ nicht mehr als der Satz „Cäsar wurde ermordet“. Eine Satzform wie „es ist wahr“ werde nur aus stilistischen Gründen verwendet, oder um der eigenen Behauptung Nachdruck zu verleihen.
Frege selbst weist jedoch eine Redundanztheorie zurück, für ihn ist Wahrheit eine undefinierbare logische Grundvorstellung und „Das Wahre“ ein abstrakter Gegenstand.
Gegen die Redundanztheorie wurde eingewendet, dass der Begriff „wahr“ nicht erklärt und nicht definiert wird. So kann gegen das Cäsar-Beispiel von Ramsey ein Satz konstruiert werden, in dem die Bezeichnung „wahr“ wesentlich vorkommt und zum Verständnis nicht wegfallen kann: „Alles, was der Papst sagt, ist wahr.“

#### Prosententiale Theorie
Dorothy L. Grover, Joseph L. Camp Jr. und Nuel D. Belnap Jr. arbeiteten nach einer Idee von Franz Brentano die prosententiale Wahrheitstheorie aus.

#### Minimaltheorie
Die Minimaltheorie von Paul Horwich besagt, dass die Eigenschaft „wahr“ sich jeglicher begrifflicher und wissenschaftlicher Analyse entziehe.

#### Disquotationstheorie
Die Disquotationstheorie sagt: Wahrheit hängt mit der Realität zusammen. Der Satz „Schnee ist weiß“ ist genau dann wahr, wenn Schnee weiß ist. Kein Satz ist für sich wahr, die Realität macht ihn wahr.

#### Performative Theorie
Ramseys Redundanztheorie hatte eine große Wirkung auf die Diskussion des Wahrheitsbegriffs in der sprachanalytischen Philosophie. Einen der wichtigsten Versuche einer kritischen Ausarbeitung unternahm Peter Frederick Strawson im Jahre 1949 in seinem Aufsatz Truth, in dem er eine performative Theorie der Wahrheit entwickelte. Strawson gibt der Redundanztheorie insofern Recht, als er behauptet, dass „man keine neue Aussage macht, wenn man sagt, dass eine Aussage wahr ist“. Dennoch sei die Nennung der Wahrheit nicht überflüssig, da „man etwas über die bloße Aussage Hinausgehendes tut, wenn man sagt, diese Aussage sei wahr“.
Der Ausdruck „ist wahr“ ist für Strawson kein metasprachliches Prädikat, das zum Sprechen über Sätze verwendet wird. Er stellt vielmehr eine „Äußerung ohne Sinn und Zweck (pointless utterance)“ dar. Der Gebrauch von „ist wahr“ ist ein „sprachlicher Vollzug“, mit dem man eine Aussage bloß noch bestätigt, ohne dass inhaltlich etwas Neues ausgesagt wird. Der Ausdruck „es ist wahr, dass“ ist demnach nur der Modus des Aussagens, ein „Performator, welcher eine zunächst bloß mögliche Aussage in eine wirkliche (freilich möglicherweise falsche) Behauptung überführt.“

### Kohärenztheorie
Die Kohärenztheorie der Wahrheit tauchte Ende des 19. Jahrhunderts im Neuhegelianismus des angelsächsischen Raums auf, etwa bei Francis Herbert Bradley und Brand Blanshard. Sie spielte auch in den Diskussionen des logischen Empirismus und des Wiener Kreises eine Rolle, wobei Otto Neurath eine Kohärenztheorie präferierte, während Moritz Schlick einer Theorie der Korrespondenz den Vorzug gab. In ihrer einfachsten Form besagt die Kohärenztheorie, dass die Wahrheit oder Richtigkeit einer Aussage darin besteht, sich widerspruchslos in ein System von Aussagen einfügen zu lassen. So formuliert Otto Neurath:

„Die Wissenschaft als ein System von Aussagen steht jeweils zur Diskussion. […] Jede neue Aussage wird mit der Gesamtheit der vorhandenen, bereits miteinander in Einklang gebrachten Aussagen konfrontiert. Richtig heißt eine Aussage dann, wenn man sie eingliedern kann. Was man nicht eingliedern kann, wird als unrichtig abgelehnt. Statt die neue Aussage abzulehnen, kann man auch, wozu man sich im allgemeinen schwer entschließt, das ganze bisherige Aussagensystem abändern, bis sich die neue Aussage eingliedern lässt […].“

Neuraths programmatischer Ansatz wurde von Nicholas Rescher zu einer umfassenden Theorie ausgearbeitet. Allerdings benutzt Rescher den Kohärenzbegriff explizit nur als Kriterium, aber nicht zur Definition von Wahrheit. Bei der Definition von „wahr“ schließt er sich der Korrespondenztheorie an: Wahrheit meine die Übereinstimmung einer Proposition mit einer Tatsache.
Rescher unterscheidet zwei Arten von Wahrheitskriterien: garantierende (guaranteeing) und legitimierende (authorizing) Kriterien. Erstere geben vollkommene Sicherheit in Bezug auf das Vorliegen von Wahrheit, während letztere lediglich einen stützenden Charakter haben. Nach Reschers Ansicht genügt es, wenn ein solches Kriterium das Vorliegen von Wahrheit wahrscheinlicher macht. Rescher schränkt die Geltung des Kohärenzbegriffs weiter auf die Explikation von Tatsachenaussagen – Rescher spricht von „Daten“ – ein, während für die Wahrheit von logisch-mathematischen Aussagen nach seiner Auffassung pragmatische Kriterien herangezogen werden müssen. Daten sind dabei von vornherein als sprachliche Entitäten konzipiert und nicht als reine Tatsachen. Die Akzeptierbarkeit von Daten wird ebenfalls nach pragmatischen Kriterien gerechtfertigt.
Eine Theorie oder ein Aussagensystem kann nach Rescher dann als kohärent bezeichnet werden, wenn folgende Aspekte erfüllt sind:
1. Umfassendheit (comprehensiveness): Alle relevanten Sätze werden berücksichtigt; die Theorie ist logisch geschlossen.
2. Konsistenz (consistency): Die Theorie enthält keine logisch-kontradiktorischen Sätze.
3. Zusammengefügtheit (cohesiveness): Die Sätze der Theorie werden in ihren Beziehungen bzw. Kontexten zu den anderen Sätzen expliziert; die Beziehungen zwischen den Sätzen sind logisch einwandfrei.

### Pragmatismus und Intersubjektivitätstheorien
Der Gedanke der Intersubjektivität wurde bereits stark im Deutschen Idealismus herausgearbeitet. Die Verbindung zum Wahrheitsproblem erkannte aber erst Charles S. Peirce. Intersubjektivität wird von Peirce als Resultat einer unbegrenzten Forschergemeinschaft aufgefasst.

„Andererseits sind alle Vertreter der Wissenschaft von der frohen Hoffnung getragen, dass die Prozesse der Forschung, wenn sie nur weit genug voran getrieben werden, zu jeder Frage, auf die sie angewendet werden, eine sichere Lösung ergeben werden. […] Sie mögen zuerst unterschiedliche Ergebnisse erhalten, aber wenn jeder seine Methoden und Prozesse perfektioniert, wird man feststellen, dass die Ergebnisse sich stetig auf ein vorbestimmtes Zentrum hinbewegen. […] Die Meinung, der alle Forscher schicksalhaft am Ende zustimmen müssen, ist das, was wir mit Wahrheit meinen, und der Gegenstand, der durch diese Meinung repräsentiert wird, ist das Reale.“

Während Peirce hier sowohl Intersubjektivität als auch Korrespondenz mit Tatsachen als Aspekte der Wahrheit andeutet, vertritt er an anderer Stelle Grundsätze einer pragmatischen Theorie der Wahrheit:

“For truth is neither more nor less than that character of a proposition which consists in this, that belief in the proposition would, with sufficient experience and reflection, lead us to such conduct as would tend to satisfy the desires we should then have. To say that truth means more than this is to say that it has no meaning at all.”

„Denn die Wahrheit ist weder mehr noch weniger als der Charakter eines Satzes, der darin besteht, dass die Überzeugung von diesem Satz uns bei genügender Erfahrung und Reflexion zu einem Verhalten führen würde, das darauf zielen würde, die Wünsche, die wir dann haben würden, zu befriedigen. Sagt man, dass Wahrheit mehr bedeutet als das, so heißt das, dass sie überhaupt keinen Sinn hat.“

Auf Peirce beriefen sich William James und John Dewey, die Hauptvertreter der Wahrheitstheorie des Pragmatismus. Der Sinn von Wahrheit besteht demnach im praktischen Unterschied zwischen wahren und unwahren Ideen. Nach James „besteht ein interner Zusammenhang zwischen der Frage, was Wahrheit ist, und der Frage, wie wir Wahrheit erreichen.“ Mit Blick auf den Verifikationsprozess lässt sich sagen:

„[D]ie Definition von Wahrheit hängt mit dem Wahrheitskriterium zusammen.“

Für das Wahrheitskriterium der Nützlichkeit in der Praxis wurde auf eine mögliche Verbindung zu den Wahrheitstheorien von Hegel und Marx hingewiesen.
Bertrand Russell kritisierte diese Vermischung von Definition und Kriterium der Wahrheit. Festzustellen, ob die Wirkungen eines Glaubens (auf lange Sicht) gut seien, könne noch schwieriger sein als andere Formen der Verifikation. Andere Menschen könnten zudem solche Wirkungen für schädlich halten, die wir als positiv erachten. „Intersubjektive Wahrheit setzt daher voraus, daß alle Einzelinteressen harmonieren.“ Für Herbert Keuth stellt die pragmatistische Wahrheitstheorie im Grunde eine Theorie des Fürwahrhaltens dar; auch kommen wir, um den Erfolg einer Aussage beurteilen zu können, nicht darum herum, die Übereinstimmung mit den Tatsachen zu überprüfen.
Ausgehend von den Überlegungen des Pragmatismus und der Sprachphilosophie Wittgensteins entwickelte sich im deutschsprachigen Raum die Intersubjektivitätstheorie der Wahrheit vor allem als Konsensustheorie (Jürgen Habermas, Karl-Otto Apel) und als dialogische Theorie (Erlanger Schule).

#### Konsenstheorie der Wahrheit (Habermas)
Für die Konsenstheorie (auch Diskurstheorie) von Jürgen Habermas ist eine Aussage dann wahr, wenn sie Anerkennung von allen vernünftigen Gesprächspartnern verdient und über sie ein – prinzipiell unbegrenzter – Konsens hergestellt werden kann. Jürgen Habermas legte 1973 in seinem Aufsatz Wahrheitstheorien den wohl bislang präzisesten Entwurf einer solchen Theorie vor. Er definiert darin „Wahrheit“ wie folgt:

„Wahrheit nennen wir den Geltungsanspruch, den wir mit konstativen Sprechakten verbinden. Eine Aussage ist wahr, wenn der Geltungsanspruch der Sprechakte, mit denen wir, unter Verwendung von Sätzen, jene Aussage behaupten, berechtigt ist.“

Träger der Wahrheit ist die Aussage, sofern deren Gehalt in der Standardform der Behauptung einer Tatsache (sog. konstativer Sprechakt) formuliert werden kann. Wenn eine solche Formulierung als Tatsachenaussage möglich ist, wird mit der Aussage ein Geltungsanspruch erhoben, der berechtigt oder unberechtigt sein kann. Ein Geltungsanspruch ist nach Habermas dann berechtigt, wenn er diskursiv eingelöst werden kann.
Geltungsansprüche
Habermas unterscheidet vier Arten von Geltungsansprüchen, die weder aufeinander noch auf ein gemeinsames Fundament zurückgeführt werden können. Ihre Erfüllung müssen die Sprecher im kommunikativen Handeln unterstellen. Solange die Verständigung gelingt, bleiben die wechselseitigen Ansprüche unthematisiert; scheitert sie, sind die Unterstellungen daraufhin zu überprüfen, welche von ihnen unerfüllt blieb. Je nach Geltungsanspruch existieren unterschiedliche Reparaturstrategien:
- Verständlichkeit: Der Sprecher unterstellt das Verständnis der gebrauchten Ausdrücke. Bei Unverständnis wird zur Explikation durch den Sprecher aufgefordert.
- Wahrhaftigkeit: Die Sprecher unterstellen sich gegenseitig Wahrhaftigkeit. Wird diese angezweifelt, können die Zweifel kaum durch den der Unwahrhaftigkeit verdächtigten Sprecher selbst zerstreut werden.
- Wahrheit: Bezüglich des propositionalen Gehalts der Sprechakte wird Wahrheit unterstellt. Wird diese bezweifelt, muss ein Diskurs klären, ob der Anspruch des Sprechers zu Recht besteht.
- Richtigkeit: Die Richtigkeit der Norm, die mit dem Sprechakt behauptet wird, muss anerkannt werden. Auch dieser Geltungsanspruch ist nur diskursiv einlösbar.[64]

Diskurs
Der Geltungsanspruch der Wahrheit einer Aussage wird im Diskurs eingelöst. Die Einlösung erfolgt im Konsens, der aber kein zufälliger, sondern ein begründeter Konsens sein muss, sodass „jeder andere, der in ein Gespräch mit mir eintreten könnte, demselben Gegenstand das gleiche Prädikat zusprechen würde“. Voraussetzung für einen solchen begründeten Konsens ist eine „ideale Sprechsituation“.

„Die ideale Sprechsituation ist weder ein empirisches Phänomen noch bloßes Konstrukt, sondern eine in Diskursen unvermeidliche reziprok vorgenommene Unterstellung.“

Damit eine ideale Sprechsituation nicht bloße Fiktion bleibt, müssen vier Bedingungen der Chancengleichheit aller Diskursteilnehmer erfüllt sein, zunächst zwei triviale, dann zwei nicht triviale:
1. Chancengleichheit bezüglich der Verwendung kommunikativer Sprechakte, sodass jeder „jederzeit Diskurse eröffnen sowie durch Rede und Gegenrede, Frage und Antwort“ fortsetzen kann;
2. Chancengleichheit bezüglich der Thematisierung und Kritik sämtlicher Vormeinungen, sodass „keine Vormeinung auf Dauer der Thematisierung und der Kritik entzogen bleibt“, und demnach problematisiert, begründet oder widerlegt werden kann („Postulat der Redegleichheit“);
3. Chancengleichheit bezüglich der Verwendung repräsentativer Sprechakte, sodass es allen möglich ist, „ihre Einstellungen, Gefühle und Intentionen zum Ausdruck zu bringen“, um die Wahrhaftigkeit der Sprecher sich selbst und anderen gegenüber zu garantieren („Wahrhaftigkeitspostulat“);
4. Chancengleichheit bezüglich der Verwendung regulativer Sprechakte, sodass alle „die gleiche Chance haben, […] zu befehlen und sich zu widersetzen, zu erlauben und zu verbieten, […] usf.“, damit „Privilegierungen im Sinne einseitig verpflichtender Handlungs- und Bewertungsnormen“ ausgeschlossen sind.[66]

Zur Unterscheidung zwischen Wahrheit und Falschheit nach der Konsenstheorie ist es wichtig, vernünftige Konsense zu identifizieren:

„Ein vernünftiger Konsensus kann von einem trügerischen in letzter Instanz allein durch Bezugnahme auf eine ideale Sprechsituation unterschieden werden. […] Die Bedingungen der empirischen Rede sind [jedoch] auch dann, wenn wir der erklärten Absicht, einen Diskurs aufzunehmen, folgen, sehr oft nicht mit denen einer idealen Sprechsituation identisch.“

Doch um „den vernünftigen Charakter von Rede“ nicht preisgeben zu müssen, setzen wir voraus, dass ein erzielter Konsens ein vernünftiger Konsens sei, solange „jeder faktisch erzielte Konsensus auch in Frage gestellt und daraufhin überprüft werden kann, ob er ein hinreichender Indikator für einen begründeten Konsensus ist.“

#### Dialogische Theorie der Wahrheit (Erlanger Schule)
Die Grundlage der dialogischen Theorie der Wahrheit (auch Dialogtheorie) stellt die Schrift Logische Propädeutik. Vorschule des vernünftigen Redens dar. Wilhelm Kamlah und Paul Lorenzen entwickeln darin die Grundtermini der Lehre vom vernünftigen Reden, wozu sie auch die Wörter „wahr“ und „falsch“ zählen. Sie betonen die Bedeutung der „Homologie“, also des Konsenses der Gesprächsteilnehmer:

„Da wir bei […] Beurteilung der Wahrheit von Aussagen auf das Urteil anderer rekurrieren, die mit uns dieselbe Sprache sprechen, können wir dieses Verfahren interpersonale Verifizierung nennen. Wir stellen auf diesem Wege, durch diese ‚Methode‘, Übereinstimmung zwischen dem Sprecher und seinen Gesprächspartnern her, eine Übereinstimmung, die in der Sokratischen Dialogik ‚Homologie‘ genannt wurde.“

„Wahr“ und „falsch“ sind für Kamlah und Lorenzen Beurteilungsprädikatoren. Was diese Termini bedeuten, kann in der natürlichen Sprache rekonstruiert werden. Anhand eines Aufsatzes von Lorenzens Schüler Kuno Lorenz erläutert Jürgen Habermas den Unterschied zwischen Konsenstheorie und dialogischer Theorie der Wahrheit: Die Festlegung der „Wahrheitsbedingungen einer Aussage mit den Verwendungsregeln der in dieser Aussage auftretenden sprachlichen Ausdrücke“ bedeute eine Verwechslung von Verständlichkeit und Wahrheit. Wegen dieser „analytische[n] Wahrheitstheorie“ trage der Erlanger Ansatz „zur Begründung einer von der Konsensustheorie der Wahrheit geforderten Logik des Diskurses […] Wesentliches nicht bei.“

### Wahrheit im Deutschen Idealismus
Die Vertreter des Deutschen Idealismus stellen das Prinzip der Subjektivität in den Mittelpunkt ihrer Philosophie. Für sie gibt es im Grunde keine außerhalb des Subjekts befindliche Gegenständlichkeit. Wahrheit kann daher nicht einfach im Sinne der Korrespondenztheorie als Übereinstimmung des Urteils eines Subjekts mit einem außerhalb des Subjekts befindlichen Gegenstand bestimmt werden.
Die Korrespondenztheorie der Wahrheit ist für diese idealistischen Philosophen nur für die aposteriorische Wahrheit von Erfahrungsgegenständen relevant. Ohne unabhängig von den erkennenden Subjekten existierende Außenwelt hat die Frage nach der Wahrheit keine große Bedeutung. Daher gilt das primäre Interesse der Deutschen Idealisten der Frage nach den „Bedingungen der Möglichkeit“ von Wahrheit.
Bezeichnend für den veränderten Status der Wahrheit ist die Position Friedrich Schlegels:

„Es gibt keine wahre Aussage, denn die Position des Menschen ist die Unsicherheit des Schwebens. Wahrheit wird nicht gefunden, sondern produziert. Sie ist relativ.“

Siehe zu dieser Auffassung, die die Wahrheit stets von etwas anderem bedingt ansieht und absolute Wahrheiten verneint: Relativismus.

#### Fichte
Nach Johann Gottlieb Fichte darf die Wahrheit nicht vom Wahrheitserlebnis des Subjekts getrennt werden. Wahrheit, die nicht von einer (allgemeinen) Subjektivität erlebt wird, ist ein Widerspruch in sich. Gleichwohl muss zwischen Denkakt und Denkinhalt unterschieden und der Anspruch auf objektive Gültigkeit von Wahrheit aufrechterhalten werden. Eine psychologistisch-solipsistische Position wie die von Berkeley lehnt Fichte als „dogmatischen Idealismus“ ab.
Wahrheit liegt für Fichte dann vor, wenn eine Übereinstimmung zwischen demjenigen, was das Ich passiv erlebt bzw. erleidet und den aktiven Ich-Vollzügen vorliegt. Das Objekt ist für Fichte identisch mit passiv und begrenzt erlebten Vollzügen des Subjekts. Wenn diese mit dessen aktiven Vollzügen zusammenstimmen, spricht Fichte von Wahrheit.
Dennoch wird Wahrheit von Fichte als etwas Überindividuelles verstanden. Es gibt nicht viele, psychologistisch verstandene Wahrheiten, sondern nur eine unteilbare Wahrheit. Sie hängt nicht vom Individualwillen der einzelnen Subjekte ab, sondern von den allgemeinen Strukturen eines immer schon vorausgesetzten vernünftigen Subjekts:

„[D]as Wesen der Vernunft ist in allen vernünftigen Wesen Eins und ebendasselbe. Wie andere denken, wissen wir nicht, und wir können davon nicht ausgehen. Wie wir denken sollen, wenn wir vernünftig denken wollen, können wir finden; und so, wie wir denken sollen, sollen alle vernünftigen Wesen denken. Alle Untersuchung muß von innen heraus, nicht von außen herein, geschehen. Ich soll nicht denken, wie andere denken; sondern wie ich denken soll, so, soll ich annehmen, denken auch andere. – Mit denen übereinstimmend zu seyn, die es mit sich selbst nicht sind, wäre das wohl ein würdiges Ziel für ein vernünftiges Wesen?“

Wahrheit hat so einen An-sich-Charakter: aus der Perspektive des individuellen Subjekts erschafft sie sich scheinbar von selbst; die transzendentale, allgemeine Subjektivität weiß dagegen um sich selbst als den Konstitutionsgrund der einheitlichen Wahrheit. Absolute Wahrheit besteht in völliger Selbstidentität und erweist sich für das endliche Ich als eine unendliche Aufgabe, ein letztlich nie zu erreichendes Ideal.

#### Hegel
Für Georg Wilhelm Friedrich Hegel bezeichnet der „gewöhnliche“ Begriff der Wahrheit, der diese als Übereinstimmung zwischen Urteil und Realität auffasst, eine bloße Richtigkeit. Hegel verlegt den Begriff der Übereinstimmung von der Ebene des Verhältnisses zwischen dem Denken und der Sache auf die Ebene des Denkens und des die Sache erfassenden Gedankens. In diesem Sinne ist Wahrheit die Übereinstimmung eines Gegenstandes mit sich selbst, d. h. mit seinem Begriff.
„Wahrheit“ ist damit bei Hegel ein „immanenter“ Prozess „der Sache selbst“. Hegel unterscheidet in diesem Zusammenhang zwischen dem „gewöhnlichen“ und dem „philosophischen oder spekulativen“ Satz. Der gewöhnliche Satz hat die Form eines Urteils. Es werden seine Komponenten, Subjekt und Prädikat, zuerst als voneinander getrennt verstanden und als solche in eine Beziehung zueinander gesetzt. Diese ist dann wahr oder falsch. Im positiv-vernünftigen oder spekulativen Satz wird dagegen die dialektische Bewegung der Sache selbst festgehalten.
Der „Begriff“ stellt im hegelschen Sinne die substantielle Verfasstheit aller „Dinge“ (Sachen) und des „Ganzen“ dar. Der Begriff einer Sache übertrifft prinzipiell und notwendigerweise diese Sache selbst, und zwar wegen des endlichen Momentes der Sache. Die absolute Wahrheit ist Gott als Geist. Er allein stellt die absolute Übereinstimmung des Begriffs und der Realität dar:

„Gott allein ist die wahrhafte Übereinstimmung des Begriffs und der Realität; alle endlichen Dinge aber haben eine Unwahrheit an sich, sie haben einen Begriff und eine Existenz, die aber ihrem Begriff unangemessen ist […].“

Der Grund für eine Nichtübereinstimmung von Begriff und Sache liegt für Hegel darin, dass die Dinge eine „Unwahrheit“ in sich haben. Diese ist darin begründet, dass sie endlich sind, während der sie fassende Begriff selbst unendlich ist. „Deshalb müssen sie [die endlichen Dinge] zu Grunde gehen, wodurch die Unangemessenheit ihres Begriffs und ihrer Existenz manifestiert wird. Das Tier als Einzelnes hat seinen Begriff in seiner Gattung, und die Gattung befreit sich von der Einzelheit durch den Tod“. Die „ontologische Verfasstheit“ eines endlichen Dinges besteht nach Hegel also darin, dass es sich aufhebt; das Zugrundegehen ist das Resultat der Dialektik, die deswegen einsetzt, weil das Sein der endlichen Dinge seinem eigenen Begriff nicht angemessen ist. Entsprechendes gilt von der „Wahrheit“ der endlichen Dinge: Diese „Wahrheiten“ sind „endliche Wahrheiten“, die zugrunde gehen müssen. Dabei werden sie nicht vernichtet, dies kann dem Geistigen im Gegensatz zum Materiellen nicht passieren, sondern sie bilden zusammen mit dem Fassen ihrer Entwicklung das Resultat. Hier zeigt sich Wahrheit im eigentlichen Sinne – als Zusammenkommen, Übereinstimmung (Identität) von Verschiedenen in einem gemeinsamen Medium. Hegel meint es wörtlich, wenn er sagt:

„Die Wahrheit des Seins sowie des Nichts ist daher die Einheit beider; diese Einheit ist das Werden.“

### Einwände gegen den Begriff der Wahrheit
Logische Einwände
Aus der Annahme oder dem Prinzip, dass es eine einzige Wahrheit gebe, folgt zumeist ein Wahrheitsbegriff, der eine unbedingte Geltung des als „wahr“ Bezeichneten impliziert. Ein solcher Wahrheitsbegriff impliziert damit zugleich eine vollständige Unabhängigkeit oder Trennung des als „wahr“ Bezeichneten vom Beurteilenden (siehe Dualismus). Gegen einen solchen rigiden Wahrheitsbegriff können Einwände vorgebracht werden.
Das grundsätzliche Problem aller Wahrheitstheorien ist ihre Zirkularität. Es stellt sich die Frage, in welchem Sinne sie selbst wahr oder richtig sein sollen.
Ein Anspruch auf Wahrheit in dem von ihnen selbst definierten Sinne wäre willkürlich; ein Zurückgreifen auf eine ihrer Definition vorausliegende Norm würde den Begriff der Wahrheit bereits voraussetzen, den es ja erst zu ermitteln galt.
Nietzsche und die Folgen
Starke Kritik kam erstmals von Friedrich Nietzsche, der auf die menschlichen Interessen, Neigungen, den Willen und das Triebhafte hingewiesen hat, das hinter aller Erkenntnis steht. Im Anschluss daran entwickelte Wilhelm Dilthey eine Typologie der Metaphysiker, in der er versuchte, philosophische Grundansichten auf verschiedene psychologische Typen zurückzuführen.
Zusammen mit dem starken historischen Bewusstsein und der verstärkten Kenntnis anderer Völker und Kulturen herrschte Ende des 19. Jahrhunderts generell eine Phase der Skepsis und des Zweifels, ob nicht generell jede Wahrheit nur von kulturellen Ansichten abhängig ist (siehe Kulturrelativismus). Dabei geht es nicht darum, dass Naturgesetze angezweifelt würden, sondern um die Frage, ob es nicht vielerlei Sichtweisen geben kann, und ob Wahrheiten abhängig von kulturellen Entwicklungen sein können, mit anderen Worten, ob Wahrheiten als Konstruktionen innerhalb einer Kultur angesehen werden können.
Auf kognitivistischer Ebene hat etwa Jakob Johann von Uexküll die Subjektivität aller Wahrnehmung herausgearbeitet, indem er die Wahrnehmungsapparate von verschiedenen Tieren und Insekten verglich.
Postmoderne
Philosophen der Postmoderne weisen den Gedanken einer einzigen Wahrheit als Mythos zurück (Gilles Deleuze: „Die Begriffe Wichtigkeit, Notwendigkeit, Interesse sind tausendmal entscheidender als der Begriff der Wahrheit.“).
Konstruktivismus
Der Radikale Konstruktivismus (RK) nimmt für sich in Anspruch, das Wahrheitsproblem gelöst zu haben, indem er aus dieser Zirkularität heraustritt. Da alle Wahrnehmung subjektiv ist, ist auch die Sicht der Welt oder die Sicht von Dingen ausschließlich subjektiv. Es gibt daher nur miteinander konkurrierende subjektive Wahrheiten. Ein Vergleich mit der Sache selbst ist aus systematischen Gründen nicht möglich. Ernst von Glasersfeld bezieht sich dabei unter anderem auf die Sapir-Whorf-Hypothese, die besagt, dass man mit der Muttersprache die in dieser enthaltenen und ausgedrückten Wahrheiten erlernt. Verschiedene Muttersprachen stehen somit auch für verschiedene Wahrheiten. Der RK gibt daher konsequent den Begriff der einen Wahrheit und damit der Wahrheit selbst aus systematischen Gründen auf.
Kritischer Rationalismus
Der Kritische Rationalismus hält an der absoluten Wahrheit als regulativer Idee fest und verweist auf die verheerenden Folgen, die entstehen, wenn man sie aufgibt. Er erklärt Unterschiede in den Meinungen mit deren unterschiedlicher Wahrheitsnähe. Auch wenn Meinungen oft Irrtümer und daher falsch sind, können sie dennoch mehr oder weniger gut mit der Wahrheit übereinstimmen. Die vermeintliche Zirkelhaftigkeit des Wahrheitsbegriffs löst der Kritische Rationalismus mit der Aufgabe eines an Begründungen orientierten Denkens zugunsten von nicht auf Begründung abzielender Kritik. Der Kritische Rationalismus lehnt also die Auffassung ab, dass es Wahrheitskriterien gibt. Wahrheit ist somit erreichbar, aber es kann nicht begründet, bewiesen oder wahrscheinlich gemacht werden, dass sie erreicht wurde (Fallibilismus), und ebenso kann das Fürwahrhalten nicht begründet werden (Erkenntnisskeptizismus). Dennoch ist es durch kritische Beurteilung (u. a. durch Wahrnehmung) möglich, ohne Willkür Vermutungen darüber anzustellen, welche vorhandene Theorie für einen gegebenen Anwendungsbereich der Wahrheit am nächsten kommt (Negativismus; wechselseitige Kontrolle von Vermutungen durch Vermutungen; ‚Checks and Balances‘).

## Wahrheit in den Wissenschaften
Wahrheit, Wissenschaft und Wirklichkeit stehen in unmittelbarem Zusammenhang. Ziel jeder Erkenntnis (Wissenschaft) ist die Wahrheit. Wissenschaft als Form des gesellschaftlichen Bewusstseins „widerspiegelt“ (beschreibt) die objektive Realität. Dabei wird mit dem Begriff der Wahrheit die Genauigkeit der Widerspiegelung der Wirklichkeit charakterisiert. Mit absoluter Wahrheit (Genauigkeit) ist eine „perfekte, exakte“ Wiedergabe gemeint, die nur für numerische Sachverhalte gelingt, wie z. B. bei der richtigen Angabe der Anzahl von Gegenständen. Im Allgemeinen sind jedoch wissenschaftliche Aussagen wie jegliches Wissen mit einer mehr oder weniger großen Unsicherheit verbunden, so dass dann von relativer Wahrheit gesprochen wird.

### Wahrheit in den Natur- und technischen Wissenschaften
Für die Natur- und technischen Wissenschaften ist die Praxis (z. B. das Experiment) als praktischer Beweis das primäre und hinreichende Kriterium der Wahrheit. Die Natur- und technischen Wissenschaften haben wie die Wahrheit objektiven Charakter (siehe oben: Materialistische Widerspiegelungstheorie), andere Wahrheitstheorien werden nicht benötigt. In den Natur- und technischen Wissenschaften ist mit dem Geltungsanspruch eines Ergebnisses meistens auch ein Genauigkeitsanspruch verbunden. Wie mit dem dialektischen Verhältnis von absoluter und relativer Wahrheit in Wissenschaft und Technik umgegangen wird, macht die Metrologie deutlich. Der Messunsicherheit, die den wahren Wert verdeckt, wird nicht nur durch genauere Messungen begegnet, sondern auch mit statistischen Methoden bei der Auswertung von Wiederholungsmessungen (DIN 1319). Die Wahrheit in Gestalt wahrer Werte ist zwar nicht direkt messbar, doch kann sie eingegrenzt werden. Eine Bestätigung von Naturgesetzen gelingt im Rahmen der Messunsicherheit. Die Metrologie zeigt, wie der Begriff der Wahrheit in Naturwissenschaft und Technik durch Messungen enger determiniert wird.

### Wahrheit in den Sozial- und Geisteswissenschaften
In den Sozial- und Geisteswissenschaften kann das Experiment als Kriterium der Wahrheit kaum angewendet werden. So O. Schwemmer: „Eine methodische Konstruktion der Wirklichkeit, wie sie im Experiment vorgenommen wird, ist in den Geistes- und Sozialwissenschaften nicht möglich. Und wo dort dennoch von Experimenten die Rede ist, unterscheiden diese sich grundlegend von den Experimenten der Naturwissenschaften. Dies schon darum, weil wir keine isolierten Systeme mit Menschen aufbauen, weil wir die prägenden Einflüsse aus den physischen, sozialen und semantischen Umgebungen der Menschen nicht zu einer ‚idealen‘ Modellsituation rückbauen können.“ Es bleiben nur „sekundäre Wahrheitskriterien“, die nur von notwendigem, aber nicht von hinreichendem Charakter sind. Der subjektive Einfluss des Erkennenden lässt sich nicht völlig eliminieren. Die Folge ist, dass die Sozial- und Geisteswissenschaften den Anspruch einer Wissenschaft auf Objektivität und Allgemeingültigkeit nur bedingt erfüllen können. Allerdings ist auch im Bereich der Physik, speziell der Quantenphysik, die unvermeidliche Beeinflussung des Beobachteten durch die Beobachtung bzw. den Beobachter bekannt, was metrologisch mit der Messunsicherheit eingegrenzt wird.

## Wahrheit in den Religionen

### Judentum und Christentum

#### Altes Testament
Dem Ausdruck „Wahrheit“ entspricht im Hebräischen das Wort אֱמֶת (ʾæmæṯ). Es ist stammverwandt mit amen (Verb אָמַן (ʾāman)) und bedeutet so viel wie Verlässlichkeit, die unverbrüchliche Tragfähigkeit einer Sache oder eines Wortes, die Treue von Personen. Dieser hebräische Begriff ist damit stärker prozess- und handlungsorientiert als das griechische aletheia (objekt- und zustandsbezogen, vgl. Heideggers Verdeutschung zu „Ent-Bergung“). Im zwischenmenschlichen Bereich hat der Begriff der Wahrheit eine enge Beziehung zum Recht. Im religiösen Sinne ist Gott selbst die Quelle aller Wahrheit: „Ja, mein Herr und Gott, du bist der einzige Gott, und deine Worte sind wahr“ (2 Sam 7,28 ). Seine Worte und sein Tun sind die Gewähr unbedingter Verlässlichkeit: „Denn das Wort des Herrn ist wahrhaftig, all sein Tun ist verlässlich“ (Ps 33,4 ). Auch die in der Tora niedergelegten göttlichen Gebote werden als „Wahrheit“ bezeichnet: „Deine Gerechtigkeit bleibt ewig Gerechtigkeit, deine Weisung ist Wahrheit“ (Ps 119,142 ). Der Mensch soll sich an diese Wahrheit halten – schon im Interesse seines eigenen Lebens: „Denn wenn du dich an die Wahrheit hältst, wirst du bei allem, was du tust, erfolgreich sein“ (Tob 4,6 ).

#### Neues Testament

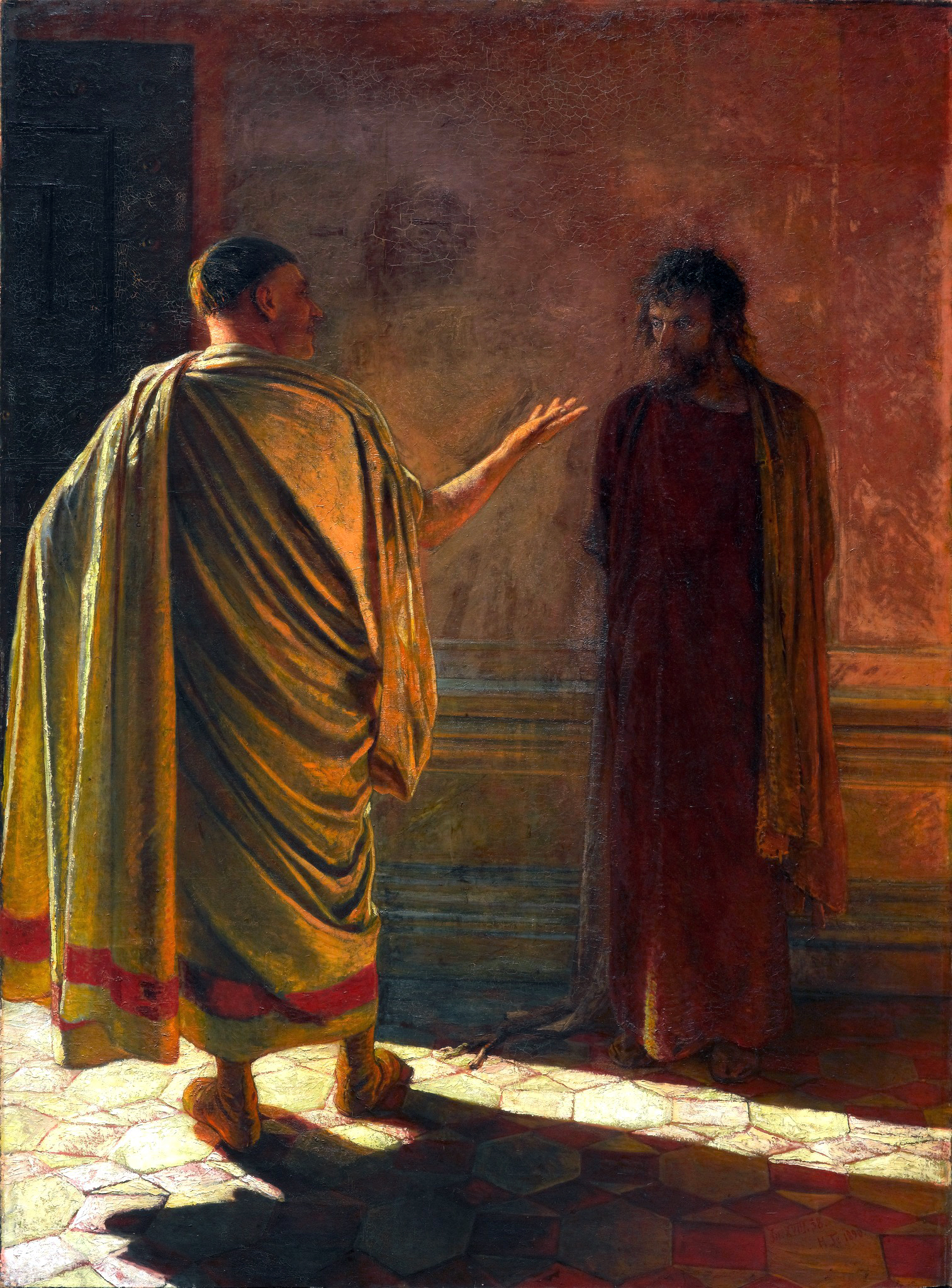
Nikolai Nikolajewitsch Ge: Was ist Wahrheit (1890); Pontius Pilatus zu Jesus;

Im Neuen Testament wird der Wahrheitsbegriff vor allem bei Paulus und im Johannesevangelium theologisch bedeutsam.
Paulus tritt mit dem Anspruch auf, die Wahrheit zu verkündigen (2 Kor 4,2 ). Wahrheit und Evangelium werden bei ihm gleichgesetzt. Die Wahrheit ist „Jesus“ (Eph 4,21 ); es gilt, ihr zu gehorchen (Gal 5,7 ). Liebe zur Wahrheit bedeutet gleichzeitig eine Absage an Ungerechtigkeit und Bosheit (2. Thess 2,10 ff ). Paulus spricht in den Pastoralbriefen auch von einer „Erkenntnis der Wahrheit“. Wahrheit wird bei ihm zum Synonym für die Orthodoxie, die gegen falsche „Irrlehren“ verteidigt werden muss.
Im Johannesevangelium ist der Wahrheitsbegriff stark christologisch konnotiert. Jesus spricht von sich als der „Wahrheit“. Er sagt: „Ich bin der Weg, die Wahrheit und das Leben.“ (Joh 14,6 ). Auch alle Worte, die Jesus gesprochen hat, sind Wahrheit. Die Erkenntnis dieser Wahrheit, das Annehmen und Bleiben in dieser Wahrheit führt zu „Freiheit“ und „Leben“ (Joh 8,31-32 ). Diese Wahrheit setzt eine Empfänglichkeit der Menschen voraus, verlangt aber auch, dass sie sich im Tun bewährt (1 Joh 1,6 ; 2,4 ; 3,18 ). Der Geist der Wahrheit (auch Heiliger Geist genannt) (Joh 14,17 ; 1 Joh 5,7 ) setzt das Heilswerk Christi fort (Joh 16,13 ); er wirkt in den Jüngern weiter und führt sie, um gegenüber der Welt Zeugnis für Jesus Christus abzugeben (Joh 15,26-27 ).
Das Johannesevangelium (Joh 18 ) berichtet, wie Jesus von Pilatus verhört wurde. Pilatus: „So bist du dennoch ein König?“, Jesus: „Du sagst es, ich bin ein König. Ich bin dazu geboren und in die Welt gekommen, dass ich für die Wahrheit zeugen soll. Jeder, der aus der Wahrheit ist, hört auf meine Stimme.“ Pilatus winkt ab: „Was ist Wahrheit?“ – Das Zitat wird auch als Hinweis auf die Beschränktheit der menschlichen Erkenntnis gedeutet, die nur durch Glauben oder Offenbarung überwunden werden kann.

#### Christliche Theologie

##### Allgemein
In der Geschichte der christlichen Theologie stand die Wahrheit des christlichen Glaubens immer wieder im Zentrum heftiger Kontroversen. Schon im Mittelalter wurde versucht, den Streit so zu schlichten, dass man eine Theorie der „doppelten Wahrheit“ entwarf, nach der im subjektiven religiösen Glauben oder auch in der wissenschaftlichen Theologie durchaus wahr sein kann, was in der Philosophie falsch ist. Diese Auffassung wurde zwar auf dem 5. Laterankonzil 1513 als Irrlehre verurteilt. 
In der Zeit der Scholastik wurde durch Philosophen wie Thomas von Aquin für die Vernünftigkeit des Christentums bzw. die Vereinbarkeit von Glaube und Vernunft argumentiert; siehe auch Apologetik. Die Frage nach der Einheit und Allgemeingültigkeit der religiösen Wahrheit wurde in der Reformation und Aufklärung wieder aufgenommen. Die konfessionelle Glaubensspaltung, die Emanzipation der Einzelwissenschaften von der traditionell beanspruchten sachlichen Priorität der Theologie, die neuzeitliche Religionskritik und die Konfrontation mit den Wahrheitsansprüchen anderer Religionen sind die wichtigsten Faktoren, die in der Neuzeit zur Entstehung und Erhaltung dieser Krise beigetragen haben.
In der modernen Religionsphilosophie wurde der Wahrheitsbegriff christlicher Theologien in unterschiedlichster Weise angegriffen, darunter:
- Werden in der christlichen Glaubensrede überhaupt Aussagen mit einem genuinen Wahrheitsanspruch formuliert? Oder handelt es sich hier nicht vielmehr um sprachliche Äußerungen, die nicht beanspruchen können, etwas auszusagen, was der Fall ist, sondern die Gefühle, Einstellungen und Handlungsmaximen des Sprechers wiedergeben? (sog. Antirealismus, Nonkognitivismus, Emotivismus, Fiktionalismus oder Pragmatismus)
- Falls religiöse Aussagen einen genuinen Wahrheitsanspruch erheben, können sie dann in irgendeiner Form als wahr erkannt bzw. als wahr erwiesen werden (Verifikationsproblem)?

Letzterer Einwand setzt einen Verifikationismus voraus, wie er in der ersten Hälfte des 20. Jahrhunderts teilweise populär war, inzwischen aber von vielen Wissenschaftstheoretikern abgelehnt wird. Beide Einwände setzen voraus, dass religiöse Wahrheit nach dem Modell von Aussagenwahrheit verstehbar sei. Diese Voraussetzung wurde in der Theologie des 20. Jahrhunderts vielfach kritisiert. Unter Rückgriff auf die alttestamentliche Bedeutung von „Wahrheit“ (אמת, emet) wurde religiöse Wahrheit stattdessen beispielsweise als personale Begegnung interpretiert oder (meist von Seiten lutherisch oder dialektisch geprägter Theologie) als Ereignis verstanden, das geschieht, wenn das Wort Gottes den Menschen im Glauben wahr macht. In der neueren Religionsphilosophie wird die metaphilosophische Debatte über realistische Interpretationen religiöser Überzeugungen und Aussagen intensiv und kontrovers geführt (sog. Theologischer Realismus oder Kritischer Realismus in der Religionsphilosophie).

##### Römisch-Katholische Kirche

Visualisierung der Wahrheitszuordnung nach Lumen Gentium

Die römisch-katholische Kirche erhob lange Zeit einen Absolutheitsanspruch für die eigene religiöse Wahrheit und Heilsvermittlung. Diese Position hat v. a. in der fundamentaltheologischen Diskussion der 2. Hälfte des 20. Jh. unterschiedliche Präzisierungen und Modifikationen erfahren. Seit dem Zweiten Vatikanischen Konzil wird von offizieller Seite ein moderater Inklusivismus vertreten. Besonders in Nostra Aetate, der Erklärung über die Haltung der Kirche zu den nichtchristlichen Religionen, wird erklärt, dass die Menschen einzig in Christus, „der Weg, Wahrheit und Leben“ (Joh 14,6 ) ist, die Fülle des religiösen Lebens finden. Doch auch andere Religionen haben Anteil am durch Christus unüberbietbar vermittelten Heil, denn ihre Handlungs- und Lebensweisen können „nicht selten einen Strahl jener Wahrheit erkennen lassen, die alle Menschen erleuchtet“. Die Kirche sieht die Menschen auf verschiedene Weise der Wahrheit hin zugehörend und zugeordnet: Zuerst „die katholischen Gläubigen, die anderen an Christus Glaubenden und schließlich alle Menschen überhaupt, die durch die Gnade Gottes zum Heile berufen sind.“
Einen wesentlichen Beitrag zur Klärung des Verhältnisses von Glaube und Wahrheit lieferte auch die Enzyklika Fides et ratio (Glaube und Vernunft).
Der aktuelle Papst Franziskus und sein Vorgänger, Papst Benedikt XVI., beschrieben Wahrheit als Beziehung der Menschen zu Gott, über die jedoch niemand absolut verfügt, sondern die im Rahmen eines Weges immer neu erschlossen werden muss.

### Buddhismus
Der Mahayana-Buddhismus kennt das Konzept der zweifachen Wahrheit (satya-dvaya). Es wurde von Nagarjuna eingeführt, um den erkenntnistheoretischen Stellenwert der Lehre Buddhas zu klären. Da Nagarjuna wegen der logischen Aporien des begrifflichen Denkens jedem Begriff eine deskriptive Gültigkeit abspricht, entsteht das Problem, ob die Lehre Buddhas wahr ist. Für Nagarjuna ist sie – verstanden als zutreffende Wirklichkeitsbeschreibung – ebenso falsch wie alle anderen Systeme. Was im höchsten Sinne wahr (paramartha-satya) ist, lässt sich begrifflich nicht fassen. Doch ist die Lehre Buddhas relativ wahr (samvriti satya), da sie zur überbegrifflichen Erkenntnis der höchsten Wahrheit hinführt, wobei sie sich selbst aufhebt. Die Auffassung einer zutreffenden Beschreibbarkeit der Wirklichkeit wird als Form des zu überwindenden Anhaftens verstanden. Die buddhistische Lehre, die sich zunächst des „anhaftenden“, das heißt begrifflichen Denkens bedient, ist das geeignete Mittel für diese Überwindung.
Gemäß dem Konzept ist zwischen der „Wahrheit im höchsten Sinn“ (paramartha satya) und einer „relativen Wahrheit“ oder „Verhüllungs-Wahrheit“ (samvriti satya) zu unterscheiden.
Die „relative Wahrheit“ bezeichnet jegliche Form von begrifflich gefasster Wahrheit, besonders aber die buddhistische Lehre, die zwar deskriptiv unzutreffend, aber „relativ“ wahr ist, weil sie zur Erkenntnis der höchsten Wahrheit führt. Diese ist hingegen weder begrifflich fassbar, noch sprachlich artikulierbar. Sie ist jene in der Erleuchtung zuteilwerdende, heilshafte Erkenntnis (prajña), zu der alle sprachliche, begriffliche Artikulation hinführen will.
Buddha Shakyamuni hat im Kalama-Sutta zur Wahl einer persönlichen Wahrheit gesagt:

„Glauben Sie an nichts, nur weil Sie es gehört haben.
Glauben Sie nicht einfach an Traditionen, weil sie von Generationen akzeptiert wurden.
Glauben Sie an nichts, nur auf Grund der Verbreitung durch Gerüchte.
Glauben Sie nie etwas, nur weil es in Heiligen Schriften steht.
Glauben Sie an nichts, nur wegen der Autorität der Lehrer oder älterer Menschen.
Aber wenn Sie selber erkennen, dass etwas heilsam ist und dass es dem Einzelnen und Allen zugute kommt und förderlich ist, dann mögen Sie es annehmen und stets danach leben.“

In einer Lehrrede für seinen Sohn Rahula hat er ebenfalls auf die Bedeutung von Wahrheit hingewiesen.

### Islam
Über die Definition und die Bedeutung der in der islamischen Welt verwendeten, mehrdeutigen Wahrheitsbegriffe, Haqq (arabisch, Al-Haqq الحق) bzw. Haqqiqah (arabisch, الحقيقه), diskutieren seit Jahrhunderten die Islamischen Schulen, Koran-Exegeten und Traditionarier, z. T. sehr kontrovers und mit Anfeindungen und Apostasie-Vorwürfen (Takfīr, arabisch تكفير).
Im Koran kommt der Begriff „Al-Haqq“ insgesamt 227-mal vor. In vier Versen im Koran wird der Gott (Allah) als Haqq (Al-Haqq), die Wahrheit, bezeichnet. (Auch in den Überlieferungen erscheint Al-Haqq unter den 99 Namen, die dem Gott zugeordnet werden.) Im Koran werden die Religion, die Lehren und die Worte Gottes als Al-Haqq beschrieben. Die Koran-Exegeten beanspruchen diese Wahrheitsdefinition für den Islam bzw. für den Koran. Nach Definition dieser islamischen Theologen ist Gott und alles von ihm stammende die Wahrheit (Al-Haqq).

## Wahrheit in der deutschen Literatur von der Aufklärung bis zur Moderne
Der Begriff der Wahrheitsfindung wird zum ersten Mal in der Literatur der Aufklärung benutzt. Im Zeitalter der Aufklärung, als die alten Normen und Werte der Gesellschaft und der Wissenschaft als falsch angesehen werden, liegt es beim Schriftsteller und Philosophen, nach der Wahrheit zu suchen. Gotthold Ephraim Lessing sieht diese Wahrheit im Streben nach Toleranz und Humanität, wie er es in der Ringparabel darlegt. Denn genau dieses Streben allein macht, nach Lessing, den Menschen aus: „Denn nicht durch den Besitz, sondern durch die Nachforschung der Wahrheit erweitern sich seine [des Menschen] Kräfte, worin allein seine immer wachsende Vollkommenheit besteht.“ Auch ein anderer Denker der Aufklärung, Lichtenberg, macht sich in seinen Aphorismen Gedanken über die Wahrheit, bzw. wie die Menschen sich im Bezug dazu verhalten: „Die gefährlichsten Unwahrheiten sind Wahrheiten mäßig entstellt“. In der Aufklärung bezieht der Begriff Wahrheit sich also vor allem auf des Menschen Streben, seine Lebensziele zu finden, und damit seine persönliche Freiheit bzw. Mündigkeit zu erreichen.
In der Weimarer Klassik ist der Begriff der Wahrheit eher doppeldeutig. Zum einen beschreibt er ein Menschenideal, wie zum Beispiel bei Goethe „Edel sei der Mensch, hilfreich und gut …“. Er gibt sozusagen Anweisung, wie man sein Leben gestalten soll, um tugendhaft zu leben. Im Faust geht es darum, inwiefern der Mensch zur absoluten Wahrheit gelangen kann, und ob das Streben nach der Wahrheit alle Mittel rechtfertigt. Faust selbst zeigt eigentlich, dass der Mensch dabei nur versagen kann; die Wahrheit bleibt göttlich, bzw. „teuflisch“. Für den Menschen ist sie unerreichbar. Er ist durch ein „strebendes Bemühn“ gekennzeichnet, aber erreichen kann er die Wahrheit nie.
Die Romantiker haben eine ganz andersartige Auffassung der Wahrheit. Für sie ist diese eine dem Menschen verschleierte bzw. schwer zugängliche Welt, die parallel zu unserer Wirklichkeit existiert. Des Dichters, oder des Künstlers Aufgabe ist es, den anderen Menschen diese Welt zu offenbaren; nur er allein kennt das „Zauberwort“, das die Welt zum „Klingen“ bringt. Die romantische Wahrheit findet man in sich selbst oder im Einklang mit der Natur. Es ist eine stille, eine einsame Erfahrung, und die Sehnsucht danach zeichnet den Romantiker aus. In einer Zeit, in der Revolution und Restauration sehr schnell aufeinanderfolgen, sucht er außerhalb der Gesellschaft in der Natur seine eigene persönliche Wahrheit.
Die Naturalisten haben eine ganz andere Ansicht, was die Wahrheit nun sei. Sie sehen den Menschen als Produkt seiner Zeit, Rasse und Milieus (nach Hippolyte Taine), und reduzieren ihn somit auf ein wissenschaftlich erklärbares Subjekt. Die Wahrheitsfindung besteht darin, diese Bestimmung aufzudecken. Im Sekundenstil geben die Naturalisten die Wirklichkeit so genau als möglich wieder: Im Zeigen der Realität besteht für sie die absolute Wahrheit.
Um 1900, nach der zweiten Industrialisierungswelle, wird die Suche nach der Wahrheit zur essentiellen Frage. Der einzelne Mensch wird auf einen Teil der großen Masse beschränkt; das Individuelle geht verloren. Ziel- und orientierungslos irrt er umher. Einige Autoren suchen diese verlorenen Werte bei Gott neu zu entdecken; Rilke beschreibt einen, „der dieses Fallen unendlich sanft in seinen Händen hält“. Er vertraut auf eine göttliche Kraft. Nietzsche ist anderer Auffassung: „Gott ist tot“, und wer sich auf die Suche nach der Wahrheit macht, muss sich bewusst sein, dass es kein Zurück gibt. Der Weg ist einsam und schwer, und sogar sein Erfolg ist ungewiss.
Die Autoren der Moderne werden sich bewusst, dass der Mensch im Konsum und in der Anonymität versinkt. In der Reizüberflutung vereinsamt er zusehends. In „Homo faber“ zeigt Max Frisch einen rationalen Menschen, der dem „American Way of Life“ folgt und glaubt, über allen Gefühlen zu stehen. Er ist also eigentlich der ideale Mensch seiner Zeit; ein gewissenhafter Techniker, der sich ab und zu auf Partys vergnügt, und sich im Allgemeinen nicht allzu viele Gedanken über das Leben macht. Doch seine Fassade bröckelt schon; laut Max Frisch gibt es mehr als die objektive Wahrheit der Technik – der Mensch hat Gefühle und soll sie nicht verleugnen.
Die Position des radikalen Konstruktivismus ist noch nicht ausgelotet, da sich in ihm auch die 'objektive Wahrheit der Technik’ als die Wahrheit derer herausstellt, die an dieser Technik verdienen. Es steht die 'Wahrheit der Besitzenden' gegen die 'Wahrheit der Habenichtse'.

## Wahrheit in der Erzählforschung
In der Erzählforschung stand früher die Frage nach dem Wahrheitsgehalt der als Einfache Formen bezeichneten traditionellen Textsorten wie Märchen, Mythen, Sage, Schwank oder Witz im Vordergrund. Die moderne Erzählforschung betrachtet aber auch Alltagsgeschichten, Anekdoten, Familien-Erinnerungsgeschichte, Krankheitserlebnisse und moderne Sagen etc. und untersucht dabei eher den Anspruch auf Wahrheit, mit dem eine Geschichte erzählt wird, als die Frage nach dem „wahren Kern“. Durch die Untersuchung von Varianten einer Erzählung lässt sich so ihre Verbreitung nachverfolgen, und inwiefern sie auf dem Weitergeben der Geschichte (und nicht etwa auf dem erneuten Auftreten der beschriebenen Erfahrungen) beruht.

## Wahrheit in der Rechtswissenschaft
Die Rechtsprechung entscheidet Rechtsstreitigkeiten durch Anwendung von Rechtsnormen auf einen bestimmten Sachverhalt. Neben der Ermittlung des Inhalts der anzuwendenden Normen (Auslegung) muss deshalb jedes Gericht auch den Sachverhalt ermitteln (Beweisaufnahme); nicht selten liegt hier sogar der Schwerpunkt des Rechtsstreits, weil die Parteien Widersprüchliches behaupten.
Wie das Gericht die Wahrheit ermittelt, hängt von der jeweiligen Prozessordnung ab. So können etwa feste Beweisregeln gelten oder der Grundsatz der freien Beweiswürdigung, und es können bestimmte Beweismittel vorgeschrieben oder ausgeschlossen (Beweisverbot, z. B. Folter) sein. Ein Recht zur Verweigerung der Aussage kann eingeräumt sein, weil bestimmte Konfliktsituationen zu Lasten der Wahrheitsfindung gelöst werden (ärztliches Schweigerecht, Angehörige, Seelsorgegeheimnis usw.). Mitunter kommt es auch auf die Wahrheit bestimmter Behauptungen nicht an, weil sie unterstellt wird (Fiktion, unwiderlegliche Vermutung, Tatbestandswirkung usw.). Auch die notwendigerweise beschränkte Verfahrenszeit setzt der Wahrheitsfindung Grenzen; mit (materieller) Rechtskraft der Entscheidung ist sie grundsätzlich bindend und in diesem Umfang jeder weiteren Wahrheitsermittlung entzogen. Die Möglichkeit der Wiederaufnahme des Verfahrens ist besonders krassen Widersprüchen zwischen dem der Entscheidung zu Grunde gelegten Sachverhalt und der später zu Tage tretenden Wahrheit vorbehalten.
Allen Prozessen gemeinsam ist, dass nur erhebliche Behauptungen auf ihre Wahrheit hin untersucht werden; kommt es für die Entscheidung darauf nicht an, weil sie in allen Fällen gleich ausfallen muss, bleibt die Frage offen und ein dahingehender Beweisantrag muss abgelehnt werden. Im deutschen Prozessrecht gibt es darüber hinaus einen grundsätzlichen Unterschied zwischen dem Wahrheitsbegriff im Zivilprozess einerseits und dem im Straf- und Verwaltungsprozess andererseits: Im durch den Beibringungsgrundsatz geprägten Zivilprozess wird grundsätzlich die formelle Wahrheit ermittelt. Es wird also nur geprüft, ob eine bestrittene Behauptung der beweisbelasteten Partei zur Überzeugung des Gerichts feststeht. Bestreitet die Gegenseite die Behauptung nicht, so ist sie als unstreitig jeder weiteren Ermittlung entzogen und der Entscheidung zu Grunde zu legen, selbst wenn sie nicht zutreffend sein sollte. Im Straf-, Verwaltungsprozess und den Verfahren der freiwilligen Gerichtsbarkeit gilt dagegen der Untersuchungsgrundsatz, sodass die materielle Wahrheit zu ermitteln ist. Der Angeklagte kann demnach beispielsweise auch dann freigesprochen werden, wenn er gesteht und die Staatsanwaltschaft die Tat für erwiesen hält, das Gericht aber zur Überzeugung gelangt, der Angeklagte habe sich – etwa um den wahren Täter zu decken – unrichtig eingelassen.
Bleibt die Wahrheit offen (non liquet), wird nach der (objektiven) Beweislast (in der freiwilligen Gerichtsbarkeit: Feststellungslast) entscheiden. Im Strafprozess wird der Angeklagte freigesprochen (in dubio pro reo), sofern nicht, weil jede denkbare Wahrheit eine Straftat darstellt, ausnahmsweise Wahlfeststellung möglich ist. Im Zivilprozess richtet sich die Beweislast nach dem materiellen Recht; kann der Kläger die Tatbestandsvoraussetzungen der geltend gemachten Anspruchsgrundlage nicht beweisen, wird die Klage abgewiesen; kann er das, der Beklagte aber nicht die Voraussetzungen der erheblichen Einwendungen beweisen, wird ihr stattgegeben.
Die Parteien im Zivilprozess stehen unter Wahrheitspflicht, ebenso Zeugen und Sachverständige; unwahre Angaben können als Betrug bzw. Aussagedelikt strafbar sein, siehe auch Meineid. Der Angeklagte darf dagegen im Strafprozess nicht nur schweigen, sondern auch lügen (Nemo tenetur se ipsum accusare).

### Wahrheit in der Philosophie

#### Klassiker (chronologisch geordnet)
- Thomas von Aquin: Von der Wahrheit (De veritate, Quaestio I), Lateinisch – Deutsch, ausgewählt, übersetzt und herausgegeben von Albert Zimmermann, Hamburg 1986, ISBN 3-7873-0669-2 (Online im Corpus Thomisticum); deutsche Übertragung (von Edith Stein): Untersuchungen über die Wahrheit.
- Friedrich Nietzsche: Über Wahrheit und Lüge im außermoralischen Sinne. [1872].
- Kurt Gödel: Über formal unentscheidbare Sätze der Principia Mathematica und verwandter Systeme. In: Monatshefte für Mathematik und Physik, 38, 1931, S. 173–198.
- Alfred Tarski: Der Wahrheitsbegriff in den formalisierten Sprachen. In: K. Berka, L. Kreiser: Logik-Texte. Kommentierte Auswahl zur Geschichte der modernen Logik. 4. Auflage. Akademie-Verlag, Berlin 1986.
- Martin Heidegger: Vom Wesen der Wahrheit. In: Gesamtausgabe. Bd. 9: Wegmarken. Klostermann, Frankfurt am Main 1976, S. 177–202.
- Karl Jaspers: Von der Wahrheit. München 1947.
- Jürgen Habermas: Wahrheitstheorien. In: Helmut Fahrenbach (Hrsg.): Wirklichkeit und Reflexion. Walter Schulz zum 60. Geburtstag. Neske, Pfullingen 1973, ISBN 3-7885-0037-9, S. 211–265.
- Hilary Putnam: Vernunft, Wahrheit und Geschichte. Suhrkamp, Frankfurt am Main 1990, ISBN 3-518-28453-3.
- Donald Davidson: Truth, Language, and History. Philosophical Essays. Oxford University Press, Oxford 2005, ISBN 0-19-823756-1.

#### Einführungen und Textsammlungen
- Wahrheit in Zeiten des Wissens. Mitteilungen des Instituts für Wissenschaft und Kunst, Nr. 1–2, Wien 2007 (Mit Beiträgen von Manfred Füllsack, Thomas Auinger, Andreas Balog, Karen Gloy, Herbert Hrachovec und Eva Laquièze-Waniek) Behandelt schwerpunktmäßig die Funktion, den Wert und den Eigenwert von Wahrheit in der Wissensgesellschaft, insbesondere was neue philosophische und soziologische Wahrheitskonzeptionen anbelangt: iwk.ac.at (PDF; 982 kB)
- Markus Enders, Jan Szaif (Hrsg.): Die Geschichte des philosophischen Begriffs der Wahrheit. Berlin 2006, ISBN 978-3-11-017754-1. Behandelt schwerpunktmäßig die Geschichte des Wahrheitsbegriffs vor dem 20. Jahrhundert. Das Buch stellt im Wesentlichen eine Ausarbeitung des entsprechenden Artikels im Historischen Wörterbuch der Philosophie dar.
- Karen Gloy: Wahrheitstheorien. Eine Einführung. UTB, Tübingen 2004, ISBN 3-8252-2531-3.
- Richard Heinrich: Wahrheit. Stuttgart: UTB 2009, ISBN 978-3-8252-3231-3
- Peter Janich: Was ist Wahrheit? Eine philosophische Einführung. 3. Aufl., Beck, München 2005, ISBN 3-406-41052-9
- Richard L. Kirkham: Theories of Truth – A Critical Introduction. MIT Press, Cambridge 1992.
- Wolfgang Künne: Wahrheit. In: Ekkehard Martens/Herbert Schnädelbach (Hrsg.): Philosophie. Ein Grundkurs. Bd. 1, Rowohlt, Reinbek bei Hamburg 1994, ISBN 3-499-55457-7, S. 116–171.
- der blaue reiter. Journal für Philosophie. Themenheft: Wahrheit. Nr. 2, 1995. Verlag der blaue reiter, ISBN 978-3-9804005-1-0.
- Wolfgang Künne: Conceptions of Truth. Clarendon Press, Oxford 2003. Anspruchsvolle, systematisch orientierte Diskussion der unterschiedlichen philosophischen Positionen zum Wahrheitsbegriff.
- Kurt Pritzl O.P. (Hrsg.): Truth: Studies of a Robust Presence, Catholic University of America Press 2010, ISBN 978-0-8132-1680-5. Reader mit aktuellen Einzelaufsätzen v. a. zu historischen Positionen. Review von Nicholaos Jones.
- Lorenz Bruno Puntel: Wahrheitstheorien in der neueren Philosophie. 3. Aufl., Wissenschaftliche Buchgesellschaft, Darmstadt 1993, ISBN 3-534-07258-8. Das deutschsprachige Standardwerk zum Thema. Geht allerdings vornehmlich auf moderne Wahrheitstheorien ein, berücksichtigt die jüngsten Debatten naturgemäß nicht. Sehr ausführliche Darstellung der Kohärenztheorie.
- Gunnar Skirbekk (Hrsg.): Wahrheitstheorien. Eine Auswahl aus den Diskussionen über Wahrheit im 20. Jahrhundert. 13. Aufl., Suhrkamp, Frankfurt am Main 2019, ISBN 3-518-27810-X. Eine Auswahl grundlegender Texte zu den modernen Wahrheitstheorien; einige zentrale Theorieansätze wie der von Habermas fehlen allerdings, da für einen späteren, nicht erschienenen Band vorgesehen.

#### Vertiefung
- William P. Alston: A Realist Conception of Truth. Cornell Press, Ithaca 1996.
- Karen Gloy: Wahrheit und Lüge. Würzburg 2019, ISBN 978-3-8260-6874-4.
- Wolfgang Becker: Wahrheit und sprachliche Handlung. Untersuchungen zur sprachphilosophischen Wahrheitstheorie. Verlag Karl Alber, Freiburg i. Br. / München 1988, ISBN 3-495-47651-2. Wie ein Wahrheitsanspruch intersubjektiv eingelöst werden kann, wird durch ein integratives Wahrheitskriterium geklärt.
- Pascal Engel: Truth. McGill-Queen’s, Montreal 2002.
- Ernst Peter Fischer (Hrsg.): Ist die Wahrheit dem Menschen zumutbar? (= Mannheimer Gespräche.) Piper, München 1992.
- Harry G. Frankfurt: Über die Wahrheit. Aus dem Amerikanischen von Martin Pfeiffer. Hanser, München 2007 (ursprünglich Knopf, New York 2006).
- Winfried Franzen: Die Bedeutung von 'wahr' und 'Wahrheit'. Analysen zum Wahrheitsbegriff und zu einigen neueren Wahrheitstheorien. Alber, Freiburg/München 1982, ISBN 3-495-47480-3. Nach einer Darstellung der mit der Korrespondenztheorie verknüpften Problematik und einer kritischen Aufarbeitung der Redundanztheorie wird eine ‚resententiale‘ Theorie der Wahrheit entwickelt.
- Ernesto Garzón Valdés und Ruth Zimmerling (Hrsg.): Facetten der Wahrheit. Verlag Karl Alber Freiburg i. Br. / München 1995, ISBN 978-3-495-47820-2 Festschrift für Meinolf Wewel. Beiträge von 25 Gelehrten aus elf Ländern.
- Petra Kolmer: Wahrheit. Plädoyer für einen hermeneutischen Neuansatz in der Wahrheitstheorie. Alber, Freiburg/München 2005, ISBN 978-3-495-48168-4.
- Jürgen Mittelstraß: Die Wahrheit des Irrtums. UVK Univ.-Verlag, Konstanz 1989, ISBN 3-87940-372-4.
- Josef Pieper: Wahrheit der Dinge, Eine Untersuchung zur Anthropologie des Hochmittelalters. München 1966, ISBN 3-466-40146-1.
- Lorenz Bruno Puntel: Grundlagen einer Theorie der Wahrheit. W. de Gruyter, Berlin/New York 1990, ISBN 3-11-012079-8.
- Richard Schantz (Hrsg.): What is truth? de Gruyter, Berlin 2002.
- Scott Soames: Understanding Truth. Oxford University Press, Oxford 1999.
- Wolfgang Stegmüller: Das Wahrheitsproblem und die Idee der Semantik. Eine Einführung in die Theorien von A. Tarski und R. Carnap. Springer, Wien 1957.
- Ernst Tugendhat, Ursula Wolf: Logisch-semantische Propädeutik. Reclam, Stuttgart 1993, ISBN 3-15-008206-4.

### Wahrheit in den Religionen
- Robert Cummings Neville (Hrsg.): Religious truth. A volume in the Comparative Religious Ideas project. Albany State University of New York Press, 2001, ISBN 0-7914-4777-4

#### Christentum
- Artikel Wahrheit in:
  - Lexikon für Theologie und Kirche
  - Religion in Geschichte und Gegenwart
  - Erwin Fahlbusch (Hrsg.): Taschenlexikon Religion und Theologie
- Christian Link: In welchem Sinne sind theologische Aussagen wahr? Zum Streit zwischen Glaube und Wissen, Neukirchener, Neukirchen-Vluyn 2003, ISBN 3-7887-1924-9
- Armin Kreiner: Ende der Wahrheit? Zum Wahrheitsverständnis in Philosophie und Theologie. Herder, Freiburg i. Br. 1992, ISBN 3-451-22870-X

#### Buddhismus
- Siddheswar Rameshwar Bhatt, Anu Mehrotra Dignāga: Buddhist Epistemology. Greenwood Publishing Group 2000, ISBN 0-313-31087-4
- Horst Bürkle: „Der Wahrheit Spiegel ward erspäht“ (Gautama Buddha). Anmerkungen zum buddhistischen Wahrheitsverständnis. In: Markus Enders (Hrsg.): Jahrbuch für Religionsphilosophie, Band 4. Vittorio Klostermann Verlag, Frankfurt a. M. 2005, ISBN 978-3-465-03393-6.
- Maximiliane Demmel: Wahrheit und Glaubensgewissheit im Zen- und Amida-Buddhismus, in: Gerhard Oberhammer, Marcus Schmücker (Hrsg.): Glaubensgewissheit und Wahrheit in religiöser Tradition, Arbeitsdokumentation eines Symposiums, Beiträge zur Kultur- und Geistesgeschichte Asiens 60, Sitzungsberichte der phil.-hist. Klasse 775. 2008, ISBN 978-3-7001-3735-1, 281 – 302
- David J. Kalupahana: A History of Buddhist Philosophy: Continuities and Discontinuities. University of Hawaii Press, 1992, ISBN 0-8248-1402-9, S. 46 ff. u.ö.
- Kulitassa Nanda Jayatilleka: Early Buddhist Theory of Knowledge. New York 1963.Review von R. H. Robinson, in: Philosophy East and West, 19, S. 69–81
- Kulitassa Nanda Jayatilleka: The buddhist concept of truth. In: The Wheel Publication, No. 50, 1963, S. 25–41.
- Shoryu Katsura: Dharmakīrti’s theory of truth. In: Journal of Indian Philosophy, 12/3, 1984, S. 215–235.
- B. Matilal: Indian theories of knowledge and truth. In: Philosophy East and West, 18, 1968, S. 321–333.

#### Hinduismus
- Konrad Meisig: Wahrheit im Hinduismus. In: Markus Enders (Hrsg.): Jahrbuch für Religionsphilosophie, Band 4. Vittorio Klostermann Verlag, Frankfurt a. M. 2005, S. 35–53.

#### Judentum
- Daniel Krochmalnik: Das Siegel Gottes. Der Wahrheitsbegriff in Bibel, Talmud, Kabbala, Chassidismus und jüdischer Religionsphilosophie. In: Markus Enders (Hrsg.): Jahrbuch für Religionsphilosophie, Band 4. Vittorio Klostermann Verlag, Frankfurt a. M. 2005, ISBN 978-3-465-03393-6.

#### Islam
- Andrey Smirnov: Truth and Islamic Thought. In: E. Deutch/R. Bontekoe (Hrsg.): A Companion to World Philosophies. Blackwell publishers 1997, S. 437–447.
- Bernhard Uhde: „Denn Gott ist die Wahrheit“ (Koran 22,62). Notizen zum Verständnis von „Wahrheit“ in der religiösen Welt des Islam. In: Jahrbuch für Religionsphilosophie 4, 2005, S. 99–125.
- Artikel Ḥaḳīḳa, Ḥaḳḳ, Ḥukm, Wud̲j̲ūd, s̲h̲ay. In: P. Bearman, Th. Bianquis, C.E. Bosworth, E. van Donzel, W.P. Heinrichs (Hrsg.): Encyclopaedia of Islam. Brill, Leiden.

### Wahrheit in der Erzählforschung
- Artikel „Wahrheit“ in: Enzyklopädie des Märchens. Handwörterbuch zur historischen und vergleichenden Erzählforschung (Autor: Jürgen Beyer): Band 14 Vergeltung - Zypern, Nachträge. De Gruyter, 2015, ISBN 978-3-11-040828-7, S. 412–418, doi:10.1515/9783110408287 (degruyter.com [abgerufen am 19. April 2023]).

### Wahrheit im Verfassungsstaat
- Peter Häberle: Wahrheitsprobleme im Verfassungsstaat. Nomos, Baden-Baden 1995, ISBN 3-7890-3766-4; Übersetzungen ins Japanische, Italienische, Spanische und ins Portugiesische.
- Peter Häberle: „Wahrheitsprobleme im Verfassungsstaat“ – eine Zwischenbilanz. In: Festschrift für Alexander Hollerbach zum 70. Geburtstag. 2001, S. 15–23.